# L'isola dei famosi
L'isola dei famosi è un programma televisivo italiano di genere reality, versione italiana del format statunitense Celebrity Survivor, che a sua volta deriva dalla serie televisiva svedese del 1997 Expedition Robinson ideata da Charlie Parsons, in onda su Rai 2 dal 19 settembre 2003 al 5 aprile 2012 e su Canale 5 dal 2 febbraio 2015.
Il reality è trasmesso in diretta in prima serata su Canale 5 per la puntata serale, mentre per le strisce del day-time insieme a quest'ultima rete si affianca Italia 1 (dalla decima alla sedicesima e dalla diciottesima edizione). Su La5 e su Mediaset Extra viene trasmesso il day-time dalla decima edizione con aggiunta di materiale inedito, con il titolo de L'isola dei famosi - Extended Edition.
Le prime otto edizioni del programma sono andate in onda su Rai 2 con la conduzione di Simona Ventura, mentre la nona edizione è stata condotta da Nicola Savino (che aveva già sostituito la Ventura nella puntata del 29 marzo 2011 dell'ottava edizione). Il reality dopo essere stato cancellato dai palinsesti della Rai il 5 aprile 2012, nel 2015 Mediaset ne ha acquistato i diritti trasmettendolo su Canale 5 dal 2 febbraio dello stesso anno, con la conduzione di Alessia Marcuzzi fino al 1º aprile 2019 (dalla decima alla quattordicesima edizione), dal 15 marzo 2021 al 19 giugno 2023 (dalla quindicesima alla diciassettesima edizione) la conduzione era passata ad Ilary Blasi, mentre dall'8 aprile al 5 giugno 2024 (nella diciottesima edizione) a Vladimir Luxuria. Dal 7 maggio 2025 (nella diciannovesima edizione) la conduzione è passata a Veronica Gentili.

## Il programma

### Format
Su L'isola dei famosi un gruppo di concorrenti appartenenti al mondo dello spettacolo (dalla quinta all'ottava, nella tredicesima, nella quattordicesima e nella diciottesima edizione se ne è aggiunto anche uno di persone esterne al mondo televisivo) devono riuscire a sopravvivere su un'isola deserta senza nessuna comodità (devono costruirsi un rifugio, accendere il fuoco, procurarsi il cibo, ecc.). I concorrenti posseggono un kit di sopravvivenza di base che, grazie ad alcune prove collettive, possono arricchire di nuovi oggetti.
Nel corso delle puntate serali si svolge la prova leader (o prova immunità) per determinare il leader della settimana, concorrente che diventa immune dall'eliminazione nella successiva puntata.
Ogni settimana, in diretta, si svolgono le nomination attraverso le quali i concorrenti, dopo una sfida al televoto, vengono progressivamente eliminati. I concorrenti che vanno al televoto sono il più votato (o i due più votati) dai concorrenti e il nominato dal leader (a cui a volte viene anche concesso di votare).
Nel corso del reality possono entrare in gioco nuovi naufraghi, e i concorrenti si possono ritirare dal gioco, per poi essere sostituiti (tranne nella decima edizione, in cui non vi sono state sostituzioni).
In alcune edizioni del reality, inoltre, i concorrenti venivano divisi in più squadre, che si contendevano la vittoria, salvo poi ripristinare la gara individuale nelle ultime settimane (come avviene nel format originale).
Talvolta ai concorrenti eliminati viene offerta la possibilità di tornare in gioco all'insaputa degli altri. Nella storia del programma, infatti, è stato spesso proposto il meccanismo de L'ultima spiaggia (in cui i concorrenti dovevano accettare di vivere da soli in un'altra isola, pena l'eliminazione dal programma), e nella nona edizione, inoltre, veniva proposto agli eliminati della categoria degli Eroi di trasferirsi nella spiaggia dove viveva la squadra avversaria (ovvero gli Eletti). Infine, nella decima edizione, è stata introdotta Playa Desnuda, in cui veniva proposto ai concorrenti eliminati di trasferirsi in un'altra isola e viverci senza vestiti e con un kit più limitato. Nonostante tali espedienti, i concorrenti allontanati dall'isola principale sono comunque a rischio eliminazione in caso di nuovi eliminati, e solo uno di essi può essere ripescato per la finale.
Gli ultimi concorrenti rimasti si contendono il premio in denaro per il primo classificato. La metà del premio viene devoluta in beneficenza.

## Cast

### Conduzione
| Conduzione       | Edizioni | Edizioni | Edizioni | Edizioni | Edizioni | Edizioni | Edizioni | Edizioni | Edizioni | Edizioni | Edizioni | Edizioni | Edizioni | Edizioni | Edizioni | Edizioni | Edizioni | Edizioni | Edizioni | Totale |
| Conduzione       | 1ª       | 2ª       | 3ª       | 4ª       | 5ª       | 6ª       | 7ª       | 8ª       | 9ª       | 10ª      | 11ª      | 12ª      | 13ª      | 14ª      | 15ª      | 16ª      | 17ª      | 18ª      | 19ª      | Totale |
| ---------------- | -------- | -------- | -------- | -------- | -------- | -------- | -------- | -------- | -------- | -------- | -------- | -------- | -------- | -------- | -------- | -------- | -------- | -------- | -------- | ------ |
| Simona Ventura   |          |          |          |          |          |          |          |          |          |          |          |          |          |          |          |          |          |          |          | 8      |
| Nicola Savino    |          |          |          |          |          |          |          |          |          |          |          |          |          |          |          |          |          |          |          | 2      |
| Alessia Marcuzzi |          |          |          |          |          |          |          |          |          |          |          |          |          |          |          |          |          |          |          | 5      |
| Ilary Blasi      |          |          |          |          |          |          |          |          |          |          |          |          |          |          |          |          |          |          |          | 3      |
| Vladimir Luxuria |          |          |          |          |          |          |          |          |          |          |          |          |          |          |          |          |          |          |          | 1      |
| Veronica Gentili |          |          |          |          |          |          |          |          |          |          |          |          |          |          |          |          |          |          |          | 1      |

### Inviati
| Inviato               | Edizioni | Edizioni | Edizioni | Edizioni | Edizioni | Edizioni | Edizioni | Edizioni | Edizioni | Edizioni | Edizioni | Edizioni | Edizioni | Edizioni | Edizioni | Edizioni | Edizioni | Edizioni | Edizioni | Totale |
| Inviato               | 1ª       | 2ª       | 3ª       | 4ª       | 5ª       | 6ª       | 7ª       | 8ª       | 9ª       | 10ª      | 11ª      | 12ª      | 13ª      | 14ª      | 15ª      | 16ª      | 17ª      | 18ª      | 19ª      | Totale |
| --------------------- | -------- | -------- | -------- | -------- | -------- | -------- | -------- | -------- | -------- | -------- | -------- | -------- | -------- | -------- | -------- | -------- | -------- | -------- | -------- | ------ |
| Marco Mazzocchi       |          |          |          |          |          |          |          |          |          |          |          |          |          |          |          |          |          |          |          | 1      |
| Massimo Caputi        |          |          |          |          |          |          |          |          |          |          |          |          |          |          |          |          |          |          |          | 2      |
| Paolo Brosio          |          |          |          |          |          |          |          |          |          |          |          |          |          |          |          |          |          |          |          | 1      |
| Francesco Facchinetti |          |          |          |          |          |          |          |          |          |          |          |          |          |          |          |          |          |          |          | 2      |
| Filippo Magnini       |          |          |          |          |          |          |          |          |          |          |          |          |          |          |          |          |          |          |          | 1      |
| Rossano Rubicondi     |          |          |          |          |          |          |          |          |          |          |          |          |          |          |          |          |          |          |          | 1      |
| Daniele Battaglia     |          |          |          |          |          |          |          |          |          |          |          |          |          |          |          |          |          |          |          | 1      |
| Vladimir Luxuria      |          |          |          |          |          |          |          |          |          |          |          |          |          |          |          |          |          |          |          | 1      |
| Alvin                 |          |          |          |          |          |          |          |          |          |          |          |          |          |          |          |          |          |          |          | 5      |
| Stefano Bettarini     |          |          |          |          |          |          |          |          |          |          |          |          |          |          |          |          |          |          |          | 1      |
| Stefano De Martino    |          |          |          |          |          |          |          |          |          |          |          |          |          |          |          |          |          |          |          | 1      |
| Massimiliano Rosolino |          |          |          |          |          |          |          |          |          |          |          |          |          |          |          |          |          |          |          | 1      |
| Elenoire Casalegno    |          |          |          |          |          |          |          |          |          |          |          |          |          |          |          |          |          |          |          | 1      |
| Pierpaolo Pretelli    |          |          |          |          |          |          |          |          |          |          |          |          |          |          |          |          |          |          |          | 1      |

### Opinionisti
| Opinionista                  | Edizioni | Edizioni | Edizioni | Edizioni | Edizioni | Edizioni | Edizioni | Edizioni | Edizioni | Edizioni | Edizioni | Edizioni | Edizioni | Edizioni | Edizioni | Edizioni | Edizioni | Edizioni | Edizioni | Totale |
| Opinionista                  | 1ª       | 2ª       | 3ª       | 4ª       | 5ª       | 6ª       | 7ª       | 8ª       | 9ª       | 10ª      | 11ª      | 12ª      | 13ª      | 14ª      | 15ª      | 16ª      | 17ª      | 18ª      | 19ª      | Totale |
| ---------------------------- | -------- | -------- | -------- | -------- | -------- | -------- | -------- | -------- | -------- | -------- | -------- | -------- | -------- | -------- | -------- | -------- | -------- | -------- | -------- | ------ |
| Alfonso Signorini            |          |          |          |          |          |          |          |          |          |          |          |          |          |          |          |          |          |          |          | 5      |
| Pierluigi Diaco              |          |          |          |          |          |          |          |          |          |          |          |          |          |          |          |          |          |          |          | 2      |
| Selvaggia Lucarelli          |          |          |          |          |          |          |          |          |          |          |          |          |          |          |          |          |          |          | 1        |        |
| Andrea G. Pinketts           |          |          |          |          |          |          |          |          |          |          |          |          |          |          |          |          |          |          | 1        |        |
| Maria Venturi                |          |          |          |          |          |          |          |          |          |          |          |          |          |          |          |          |          |          | 1        |        |
| Luca Giurato                 |          |          |          |          |          |          |          |          |          |          |          |          |          |          |          |          |          |          |          | 2      |
| Antonio Mazzi                |          |          |          |          |          |          |          |          |          |          |          |          |          |          |          |          |          | 1        |          |        |
| Aldo Biscardi                |          |          |          |          |          |          |          |          |          |          |          |          |          |          |          |          |          | 1        |          |        |
| Sandro Mayer                 |          |          |          |          |          |          |          |          |          |          |          |          |          |          |          |          |          | 2        |          |        |
| Bruno Vespa                  |          |          |          |          |          |          |          |          |          |          |          |          |          |          |          |          |          | 1        |          |        |
| Giada De Blanck              |          |          |          |          |          |          |          |          |          |          |          |          |          |          |          |          |          | 1        |          |        |
| Antonella Elia               |          |          |          |          |          |          |          |          |          |          |          |          |          |          |          |          |          |          |          | 1      |
| Michele Cucuzza              |          |          |          |          |          |          |          |          |          |          |          |          |          |          |          |          |          |          |          | 1      |
| Nancy Dell'Olio              |          |          |          |          |          |          |          |          |          |          |          |          |          |          |          |          |          |          |          | 1      |
| Nicola Savino                |          |          |          |          |          |          |          |          |          |          |          |          |          |          |          | 2        |          |          |          |        |
| Lory Del Santo               |          |          |          |          |          |          |          |          |          |          |          |          |          |          |          | 1        |          |          |          |        |
| Katia Ricciarelli            |          |          |          |          |          |          |          |          |          |          |          |          |          |          |          | 1        |          |          |          |        |
| Cesare Cadeo                 |          |          |          |          |          |          |          |          |          |          |          |          |          |          |          | 1        |          |          |          |        |
| Elena Santarelli             |          |          |          |          |          |          |          |          |          |          |          |          |          |          |          | 1        |          |          |          |        |
| Alessandro Meluzzi           |          |          |          |          |          |          |          |          |          |          |          |          |          |          |          | 1        |          |          |          |        |
| Michela Rocco di Torrepadula |          |          |          |          |          |          |          |          |          |          |          |          |          |          |          | 1        |          |          |          |        |
| Riccardo Rossi               |          |          |          |          |          |          |          |          |          |          |          |          |          |          |          | 1        |          |          |          |        |
| Antonio Mazza                |          |          |          |          |          |          |          |          |          |          |          |          |          |          |          | 1        |          |          |          |        |
| Fabio Canino                 |          |          |          |          |          |          |          |          |          |          |          |          |          |          |          | 1        |          |          |          |        |
| Maria Giovanna Elmi          |          |          |          |          |          |          |          |          |          |          |          |          |          |          |          | 1        |          |          |          |        |
| Alba Parietti                |          |          |          |          |          |          |          |          |          |          |          |          |          |          |          | 3        |          |          |          |        |
| Platinette                   |          |          |          |          |          |          |          |          |          |          |          |          |          |          |          | 1        |          |          |          |        |
| Alessandro Rostagno          |          |          |          |          |          |          |          |          |          |          |          |          |          |          |          | 1        |          |          |          |        |
| Mara Venier                  |          |          |          |          |          |          |          |          |          |          |          |          |          |          |          |          |          |          |          | 6      |
| Gianluca Nicoletti           |          |          |          |          |          |          |          |          |          |          |          |          |          |          |          | 1        |          |          |          |        |
| Alda D'Eusanio               |          |          |          |          |          |          |          |          |          |          |          |          |          |          | 2        |          |          |          |          |        |
| Pamela Prati                 |          |          |          |          |          |          |          |          |          |          |          |          |          |          |          |          |          |          |          | 1      |
| Adriano Aragozzini           |          |          |          |          |          |          |          |          |          |          |          |          |          |          |          |          |          |          |          | 1      |
| Antonia Dell'Atte            |          |          |          |          |          |          |          |          |          |          |          |          |          |          |          |          |          |          |          | 1      |
| Gabriella Sassone            |          |          |          |          |          |          |          |          |          |          |          |          |          |          |          |          |          |          |          | 1      |
| Rocco Barocco                |          |          |          |          |          |          |          |          |          |          |          |          |          |          |          |          |          |          |          | 1      |
| Monica Setta                 |          |          |          |          |          |          |          |          |          |          |          |          |          |          |          |          |          |          |          | 1      |
| Claudio Lippi                |          |          |          |          |          |          |          |          |          |          |          |          |          |          |          |          |          |          |          | 1      |
| Nadège du Bospertus          |          |          |          |          |          |          |          |          |          |          |          |          |          |          |          |          |          |          |          | 1      |
| Andrea Pucci                 |          |          |          |          |          |          |          |          |          |          |          |          |          |          |          |          |          |          |          | 1      |
| Cristiano Malgioglio         |          |          |          |          |          |          |          |          |          |          |          |          |          |          |          |          |          |          |          | 1      |
| Vladimir Luxuria             |          |          |          |          |          |          |          |          |          |          |          |          |          |          |          |          |          |          |          | 4      |
| Daniele Battaglia            |          |          |          |          |          |          |          |          |          |          |          |          |          |          |          |          |          |          |          | 1      |
| Diego Passoni                |          |          |          |          |          |          |          |          |          |          |          |          |          |          |          |          |          |          |          | 1      |
| Lucilla Agosti               |          |          |          |          |          |          |          |          |          |          |          |          |          |          |          |          |          |          |          | 1      |
| Laura Barriales              |          |          |          |          |          |          |          |          |          |          |          |          |          |          |          |          |          |          |          | 1      |
| Nina Morić                   |          |          |          |          |          |          |          |          |          |          |          |          |          |          |          |          |          |          |          | 1      |
| Barbara De Rossi             |          |          |          |          |          |          |          |          |          |          |          |          |          |          |          |          |          |          |          | 1      |
| Daniele Bossari              |          |          |          |          |          |          |          |          |          |          |          |          |          |          |          |          |          |          |          | 1      |
| Gialappa's Band              |          |          |          |          |          |          |          | 2        |          |          |          |          |          |          |          |          |          |          |          |        |
| Iva Zanicchi                 |          |          |          |          |          |          |          |          |          |          |          |          |          |          |          |          |          |          |          | 1      |
| Elettra Lamborghini          |          |          |          |          |          |          |          |          |          |          |          |          |          |          |          |          |          |          |          | 1      |
| Tommaso Zorzi                |          |          |          |          |          |          |          |          |          |          |          |          |          |          |          |          |          |          |          | 1      |
| Enrico Papi                  |          |          |          |          |          |          |          |          |          |          |          |          |          |          |          |          |          |          |          | 1      |
| Dario Maltese                |          |          |          |          |          |          |          |          |          |          |          |          |          |          |          |          |          |          |          | 1      |
| Sonia Bruganelli             |          |          |          |          |          |          |          |          |          |          |          |          |          |          |          |          |          |          |          | 1      |
| Simona Ventura               |          |          |          |          |          |          |          |          |          |          |          |          |          |          |          |          |          |          |          | 1      |

## Location
L'isola
Le prime tre edizioni sono state svolte presso la Repubblica Dominicana, precisamente nella penisola di Samaná. Dalla quarta alla sesta edizione la produzione si è spostata a Cayos Cochinos, Honduras. A causa di un colpo di Stato la settima edizione si è svolta a Corn Island, Nicaragua, per poi tornare in Honduras dall'ottava edizione.
| Isola                          | Edizioni | Edizioni | Edizioni | Edizioni | Edizioni | Edizioni | Edizioni | Edizioni | Edizioni | Edizioni | Edizioni | Edizioni | Edizioni | Edizioni | Edizioni | Edizioni | Edizioni | Edizioni | Edizioni | Totale |
| Isola                          | 1ª       | 2ª       | 3ª       | 4ª       | 5ª       | 6ª       | 7ª       | 8ª       | 9ª       | 10ª      | 11ª      | 12ª      | 13ª      | 14ª      | 15ª      | 16ª      | 17ª      | 18ª      | 19ª      | Totale |
| ------------------------------ | -------- | -------- | -------- | -------- | -------- | -------- | -------- | -------- | -------- | -------- | -------- | -------- | -------- | -------- | -------- | -------- | -------- | -------- | -------- | ------ |
| Samaná (Repubblica Dominicana) |          |          |          |          |          |          |          |          |          |          |          |          |          |          |          |          |          |          |          | 3      |
| Cayos Cochinos (Honduras)      |          |          |          |          |          |          |          |          |          |          |          |          |          |          |          |          |          |          |          | 15     |
| Corn Island (Nicaragua)        |          |          |          |          |          |          |          |          |          |          |          |          |          |          |          |          |          |          |          | 1      |

Studi televisivi
Per le puntate settimanali, sia nelle edizioni Rai che nelle edizioni Mediaset, vengono storicamente trasmesse da Milano e le scenografie sono cambiate varie volte nel corso delle edizioni.
| Studio televisivo                                                 | Edizioni | Edizioni | Edizioni | Edizioni | Edizioni | Edizioni | Edizioni | Edizioni | Edizioni | Edizioni | Edizioni | Edizioni | Edizioni | Edizioni | Edizioni | Edizioni | Edizioni | Edizioni | Edizioni | Totale |
| Studio televisivo                                                 | 1ª       | 2ª       | 3ª       | 4ª       | 5ª       | 6ª       | 7ª       | 8ª       | 9ª       | 10ª      | 11ª      | 12ª      | 13ª      | 14ª      | 15ª      | 16ª      | 17ª      | 18ª      | 19ª      | Totale |
| ----------------------------------------------------------------- | -------- | -------- | -------- | -------- | -------- | -------- | -------- | -------- | -------- | -------- | -------- | -------- | -------- | -------- | -------- | -------- | -------- | -------- | -------- | ------ |
| Studio TV3 del Centro di produzione Rai di Corso Sempione, Milano |          |          |          |          |          |          |          |          |          |          |          |          |          |          |          |          |          |          |          | 3      |
| Studio 2000 del Centro di produzione Rai di Via Mecenate, Milano  |          |          |          |          |          |          |          |          |          |          |          |          |          |          |          |          |          |          |          | 5      |
| Studio 1 del Centro di produzione Rai di Via Mecenate, Milano     |          |          |          |          |          |          |          |          |          |          |          |          |          |          |          |          |          |          |          | 1      |
| Studio 20 del Centro di produzione Mediaset di Cologno Monzese    |          |          |          |          |          |          |          |          |          |          |          |          |          |          |          |          |          |          |          | 5      |
| Studio Robinie di Cologno Monzese, Milano                         |          |          |          |          |          |          |          |          |          |          |          |          |          |          |          |          |          |          |          | 5      |

## Edizioni
| Edizione | Rete televisiva | Conduzione       | Periodo           | Periodo          | Puntate | Giorni | Opinionisti         | Opinionisti         | Opinionisti         | Opinionisti                  | Inviati               | Naufraghi | Regia            | Montepremi | Location                       | Location                                                          | Vincitori          |
| Edizione | Rete televisiva | Conduzione       | Inizio            | Fine             | Puntate | Giorni | Opinionisti         | Opinionisti         | Opinionisti         | Opinionisti                  | Inviati               | Naufraghi | Regia            | Montepremi | L'isola                        | Studio                                                            | Vincitori          |
| -------- | --------------- | ---------------- | ----------------- | ---------------- | ------- | ------ | ------------------- | ------------------- | ------------------- | ---------------------------- | --------------------- | --------- | ---------------- | ---------- | ------------------------------ | ----------------------------------------------------------------- | ------------------ |
| 1ª       | Rai 2           | Simona Ventura   | 19 settembre 2003 | 14 novembre 2003 | 9       | 57     | Alfonso Signorini   | Pierluigi Diaco     | Selvaggia Lucarelli | Maria Venturi                | Marco Mazzocchi       | 11        | Egidio Romio     | 200000 €   | Samaná (Repubblica Dominicana) | Studio TV3 del Centro di produzione Rai di Corso Sempione, Milano | Walter Nudo        |
| 1ª       | Rai 2           | Simona Ventura   | 19 settembre 2003 | 14 novembre 2003 | 9       | 57     | Alfonso Signorini   | Andrea G. Pinketts  |                     |                              | Marco Mazzocchi       | 11        | Egidio Romio     | 200000 €   | Samaná (Repubblica Dominicana) | Studio TV3 del Centro di produzione Rai di Corso Sempione, Milano | Walter Nudo        |
| 2ª       | Rai 2           | Simona Ventura   | 24 settembre 2004 | 19 novembre 2004 | 9       | 57     | Alfonso Signorini   | Luca Giurato        | Antonio Mazzi       | Aldo Biscardi                | Massimo Caputi        | 13        | Egidio Romio     | 200000 €   | Samaná (Repubblica Dominicana) | Studio TV3 del Centro di produzione Rai di Corso Sempione, Milano | Sergio Múñiz       |
| 2ª       | Rai 2           | Simona Ventura   | 24 settembre 2004 | 19 novembre 2004 | 9       | 57     | Bruno Vespa         | Sandro Mayer        | Giada De Blanck     | Giada De Blanck              | Massimo Caputi        | 13        | Egidio Romio     | 200000 €   | Samaná (Repubblica Dominicana) | Studio TV3 del Centro di produzione Rai di Corso Sempione, Milano | Sergio Múñiz       |
| 3ª       | Rai 2           | Simona Ventura   | 21 settembre 2005 | 16 novembre 2005 | 9       | 57     | Antonella Elia      | Antonella Elia      | Antonella Elia      | Antonella Elia               | Massimo Caputi        | 15        | Egidio Romio     | 200000 €   | Samaná (Repubblica Dominicana) | Studio TV3 del Centro di produzione Rai di Corso Sempione, Milano | Lory Del Santo     |
| 4ª       | Rai 2           | Simona Ventura   | 13 settembre 2006 | 8 novembre 2006  | 9       | 57     | Nicola Savino       | Michele Cucuzza     | Nancy Dell'Olio     | Lory Del Santo               | Paolo Brosio          | 19        | Egidio Romio     | 200000 €   | Cayos Cochinos (Honduras)      | Studio 2000 del Centro di produzione Rai di Via Mecenate, Milano  | Luca Calvani       |
| 4ª       | Rai 2           | Simona Ventura   | 13 settembre 2006 | 8 novembre 2006  | 9       | 57     | Cesare Cadeo        | Elena Santarelli    | Alessandro Meluzzi  | Michela Rocco di Torrepadula | Paolo Brosio          | 19        | Egidio Romio     | 200000 €   | Cayos Cochinos (Honduras)      | Studio 2000 del Centro di produzione Rai di Via Mecenate, Milano  | Luca Calvani       |
| 4ª       | Rai 2           | Simona Ventura   | 13 settembre 2006 | 8 novembre 2006  | 9       | 57     | Antonio Mazza       | Fabio Canino        | Alessandro Rostagno | Alba Parietti                | Paolo Brosio          | 19        | Egidio Romio     | 200000 €   | Cayos Cochinos (Honduras)      | Studio 2000 del Centro di produzione Rai di Via Mecenate, Milano  | Luca Calvani       |
| 4ª       | Rai 2           | Simona Ventura   | 13 settembre 2006 | 8 novembre 2006  | 9       | 57     | Maria Giovanna Elmi | Katia Ricciarelli   | Platinette          | Riccardo Rossi               | Paolo Brosio          | 19        | Egidio Romio     | 200000 €   | Cayos Cochinos (Honduras)      | Studio 2000 del Centro di produzione Rai di Via Mecenate, Milano  | Luca Calvani       |
| 5ª       | Rai 2           | Simona Ventura   | 19 settembre 2007 | 28 novembre 2007 | 11      | 71     | Mara Venier         | Alfonso Signorini   | Sandro Mayer        | Gianluca Nicoletti           | Francesco Facchinetti | 18        | Egidio Romio     | 200000 €   | Cayos Cochinos (Honduras)      | Studio 2000 del Centro di produzione Rai di Via Mecenate, Milano  | Manuela Villa      |
| 5ª       | Rai 2           | Simona Ventura   | 19 settembre 2007 | 28 novembre 2007 | 11      | 71     | Mara Venier         | Alda D'Eusanio      |                     |                              | Francesco Facchinetti | 18        | Egidio Romio     | 200000 €   | Cayos Cochinos (Honduras)      | Studio 2000 del Centro di produzione Rai di Via Mecenate, Milano  | Manuela Villa      |
| 6ª       | Rai 2           | Simona Ventura   | 15 settembre 2008 | 24 novembre 2008 | 11      | 71     | Mara Venier         | Luca Giurato        | Luca Giurato        | Pamela Prati                 | Filippo Magnini       | 23        | Egidio Romio     | 200000 €   | Cayos Cochinos (Honduras)      | Studio 1 del Centro di produzione Rai di Via Mecenate, Milano     | Vladimir Luxuria   |
| 7ª       | Rai 2           | Simona Ventura   | 24 febbraio 2010  | 5 maggio 2010    | 11      | 71     | Mara Venier         | Adriano Aragozzini  | Antonia Dell'Atte   | Gabriella Sassone            | Rossano Rubicondi     | 22        | Egidio Romio     | 200000 €   | Corn Island (Nicaragua)        | Studio 2000 del Centro di produzione Rai di Via Mecenate, Milano  | Daniele Battaglia  |
| 7ª       | Rai 2           | Simona Ventura   | 24 febbraio 2010  | 5 maggio 2010    | 11      | 71     | Rocco Barocco       | Monica Setta        | Claudio Lippi       | Cristiano Malgioglio         | Rossano Rubicondi     | 22        | Egidio Romio     | 200000 €   | Corn Island (Nicaragua)        | Studio 2000 del Centro di produzione Rai di Via Mecenate, Milano  | Daniele Battaglia  |
| 7ª       | Rai 2           | Simona Ventura   | 24 febbraio 2010  | 5 maggio 2010    | 11      | 71     | Nadège du Bospertus | Nadège du Bospertus | Pierluigi Diaco     | Andrea Pucci                 | Rossano Rubicondi     | 22        | Egidio Romio     | 200000 €   | Corn Island (Nicaragua)        | Studio 2000 del Centro di produzione Rai di Via Mecenate, Milano  | Daniele Battaglia  |
| 8ª       | Rai 2           | Simona Ventura   | 14 febbraio 2011  | 26 aprile 2011   | 11      | 72     | Vladimir Luxuria    | Vladimir Luxuria    | Vladimir Luxuria    | Alba Parietti                | Daniele Battaglia     | 22        | Egidio Romio     | 200000 €   | Cayos Cochinos (Honduras)      | Studio 2000 del Centro di produzione Rai di Via Mecenate, Milano  | Giorgia Palmas     |
| 9ª       | Rai 2           | Nicola Savino    | 25 gennaio 2012   | 5 aprile 2012    | 11      | 72     | Daniele Battaglia   | Diego Passoni       | Lucilla Agosti      | Laura Barriales              | Vladimir Luxuria      | 20        | Egidio Romio     | 200000 €   | Cayos Cochinos (Honduras)      | Studio 2000 del Centro di produzione Rai di Via Mecenate, Milano  | Antonella Elia     |
| 9ª       | Rai 2           | Nicola Savino    | 25 gennaio 2012   | 5 aprile 2012    | 11      | 72     | Nina Morić          | Nina Morić          | Barbara De Rossi    | Barbara De Rossi             | Vladimir Luxuria      | 20        | Egidio Romio     | 200000 €   | Cayos Cochinos (Honduras)      | Studio 2000 del Centro di produzione Rai di Via Mecenate, Milano  | Antonella Elia     |
| 10ª      | Canale 5        | Alessia Marcuzzi | 2 febbraio 2015   | 23 marzo 2015    | 8       | 50     | Mara Venier         | Mara Venier         | Alfonso Signorini   | Alfonso Signorini            | Alvin                 | 14        | Roberto Cenci    | 100000 €   | Cayos Cochinos (Honduras)      | Studio 20 del Centro di produzione Mediaset di Cologno Monzese    | Le Donatella       |
| 11ª      | Canale 5        | Alessia Marcuzzi | 9 marzo 2016      | 9 maggio 2016    | 10      | 62     | Mara Venier         | Mara Venier         | Alfonso Signorini   | Alfonso Signorini            | Alvin                 | 18        | Roberto Cenci    | 100000 €   | Cayos Cochinos (Honduras)      | Studio Robinie di Cologno Monzese, Milano                         | Giacobbe Fragomeni |
| 12ª      | Canale 5        | Alessia Marcuzzi | 31 gennaio 2017   | 11 aprile 2017   | 11      | 72     | Vladimir Luxuria    | Vladimir Luxuria    | Vladimir Luxuria    | Vladimir Luxuria             | Stefano Bettarini     | 14        | Roberto Cenci    | 100000 €   | Cayos Cochinos (Honduras)      | Studio Robinie di Cologno Monzese, Milano                         | Raz Degan          |
| 13ª      | Canale 5        | Alessia Marcuzzi | 22 gennaio 2018   | 16 aprile 2018   | 13      | 85     | Mara Venier         | Mara Venier         | Daniele Bossari     | Gialappa's Band              | Stefano De Martino    | 20        | Roberto Cenci    | 100000 €   | Cayos Cochinos (Honduras)      | Studio 20 del Centro di produzione Mediaset di Cologno Monzese    | Gaspare            |
| 14ª      | Canale 5        | Alessia Marcuzzi | 24 gennaio 2019   | 1º aprile 2019   | 12      | 68     | Alda D'Eusanio      | Alda D'Eusanio      | Alba Parietti       | Gialappa's Band              | Alvin                 | 21        | Paolo Riccadonna | 100000 €   | Cayos Cochinos (Honduras)      | Studio Robinie di Cologno Monzese, Milano                         | Marco Maddaloni    |
| 15ª      | Canale 5        | Ilary Blasi      | 15 marzo 2021     | 7 giugno 2021    | 22      | 85     | Iva Zanicchi        | Iva Zanicchi        | Elettra Lamborghini | Tommaso Zorzi                | Massimiliano Rosolino | 26        | Roberto Cenci    | 100000 €   | Cayos Cochinos (Honduras)      | Studio Robinie di Cologno Monzese, Milano                         | Awed               |
| 16ª      | Canale 5        | Ilary Blasi      | 21 marzo 2022     | 27 giugno 2022   | 25      | 99     | Nicola Savino       | Nicola Savino       | Vladimir Luxuria    | Vladimir Luxuria             | Alvin                 | 32        | Roberto Cenci    | 100000 €   | Cayos Cochinos (Honduras)      | Studio 20 del Centro di produzione Mediaset di Cologno Monzese    | Nicolas Vaporidis  |
| 17ª      | Canale 5        | Ilary Blasi      | 17 aprile 2023    | 19 giugno 2023   | 10      | 64     | Enrico Papi         | Enrico Papi         | Vladimir Luxuria    | Vladimir Luxuria             | Alvin                 | 18        | Roberto Cenci    | 100000 €   | Cayos Cochinos (Honduras)      | Studio 20 del Centro di produzione Mediaset di Cologno Monzese    | Marco Mazzoli      |
| 18ª      | Canale 5        | Vladimir Luxuria | 8 aprile 2024     | 5 giugno 2024    | 14      | 59     | Dario Maltese       | Dario Maltese       | Sonia Bruganelli    | Sonia Bruganelli             | Elenoire Casalegno    | 24        | Roberto Cenci    | 100000 €   | Cayos Cochinos (Honduras)      | Studio Robinie di Cologno Monzese, Milano                         | Aras Şenol         |
| 19ª      | Canale 5        | Veronica Gentili | 7 maggio 2025     | 2 luglio 2025    | 10      | 57     | Simona Ventura      | Simona Ventura      | Simona Ventura      | Simona Ventura               | Pierpaolo Pretelli    | 22        | Roberto Cenci    | 100000 €   | Cayos Cochinos (Honduras)      | Studio 20 del Centro di produzione Mediaset di Cologno Monzese    | Cristina Plevani   |

## Concorrenti

### L'isola dei famosi 1(2003)
La prima edizione de L'isola dei famosi è andata in onda dal 19 settembre al 14 novembre 2003, con la conduzione di Simona Ventura, affiancata in studio dagli opinionisti Alfonso Signorini, Pierluigi Diaco, Selvaggia Lucarelli, Andrea G. Pinketts e Maria Venturi, e con la partecipazione dell'inviato Marco Mazzocchi in collegamento da Samaná (Repubblica Dominicana).
Gli 11 naufraghi sono stati sull'isola per 57 giorni, e Walter Nudo vinse il montepremi finale di 200 000 euro.
| Concorrente        | Età     | Professione                                         | Giorni | Luogo di nascita    | Stato                |
| ------------------ | ------- | --------------------------------------------------- | ------ | ------------------- | -------------------- |
| Walter Nudo        | 33 anni | Attore                                              | 8-57   | Montréal            | Vincitore            |
| Giada De Blanck    | 22 anni | Modella, personaggio TV                             | 1-57   | Roma                | Seconda classificata |
| Adriano Pappalardo | 58 anni | Attore, cantautore                                  | 1-50   | Copertino           | Eliminato            |
| Davide Silvestri   | 22 anni | Attore                                              | 1-50   | Milano              | Eliminato            |
| Carmen Russo       | 44 anni | Ballerina, attrice, showgirl                        | 1-43   | Genova              | Eliminata            |
| Maria Teresa Ruta  | 43 anni | Showgirl, conduttrice TV, giornalista, scrittrice   | 1-36   | Torino              | Eliminata            |
| Susanna Torretta   | 32 anni | Personaggio TV                                      | 1-29   | Bollate             | Eliminata            |
| Fabio Testi        | 62 anni | Attore                                              | 1-22   | Peschiera del Garda | Eliminato            |
| Barbara Chiappini  | 28 anni | Attrice, showgirl, modella                          | 1-15   | Piacenza            | Eliminata            |
| Stefano Tacconi    | 46 anni | Ex calciatore                                       | 1-8    | Perugia             | Eliminato            |
| DJ Ringo           | 42 anni | Disc jockey, conduttore radiofonico, personaggio TV | 1-4    | Paderno Dugnano     | Ritirato             |

### L'isola dei famosi 2(2004)
La seconda edizione de L'isola dei famosi è andata in onda dal 17 settembre al 19 novembre 2004, sempre con la conduzione di Simona Ventura per la seconda volta consecutiva, affiancata in studio dagli opinionisti Alfonso Signorini, Luca Giurato, Antonio Mazzi, Aldo Biscardi, Sandro Mayer, Bruno Vespa e Giada De Blanck, e con la partecipazione dell'inviato Massimo Caputi in collegamento da Samaná (Repubblica Dominicana).
I 13 naufraghi sono stati sull'isola per 57 giorni, e Sergio Múñiz vinse il montepremi finale di 200 000 euro.
| Concorrente                | Età     | Professione                       | Giorni | Luogo di nascita | Stato                |
| -------------------------- | ------- | --------------------------------- | ------ | ---------------- | -------------------- |
| Sergio Múñiz               | 29 anni | Modello                           | 1-57   | Bilbao           | Vincitore            |
| Kabir Bedi                 | 58 anni | Attore                            | 1-57   | Lahore           | Secondo classificato |
| Salvatore "Totò" Schillaci | 39 anni | Ex calciatore                     | 1-57   | Palermo          | Terzo classificato   |
| Francesco Facchinetti      | 24 anni | Cantante, conduttore radiofonico  | 1-50   | Milano           | Eliminato            |
| Aída Yéspica               | 22 anni | Showgirl, modella                 | 1-50   | Caracas          | Eliminata            |
| Patrizia Pellegrino        | 42 anni | Attrice, showgirl                 | 1-43   | Torre Annunziata | Eliminata            |
| Antonella Elia             | 40 anni | Conduttrice TV, showgirl          | 1-43   | Torino           | Eliminata            |
| Ana Laura Ribas            | 38 anni | Conduttrice radiofonica, showgirl | 1-36   | Curitiba         | Eliminata            |
| Carmen Di Pietro           | 39 anni | Showgirl, modella                 | 15-29  | Potenza          | Eliminata            |
| Alessia Merz               | 30 anni | Attrice, showgirl, modella        | 1-22   | Trento           | Eliminata            |
| Rosanna Cancellieri        | 52 anni | Giornalista, conduttrice TV       | 1-15   | Roma             | Eliminata            |
| Valerio Merola             | 49 anni | Conduttore TV                     | 1-8    | Roma             | Eliminato            |
| Paolo Calissano            | 37 anni | Attore, conduttore TV             | 1-8    | Genova           | Ritirato             |

### L'isola dei famosi 3(2005)
La terza edizione de L'isola dei famosi è andata in onda dal 21 settembre al 16 novembre 2005, sempre con la conduzione di Simona Ventura per la terza volta consecutiva, affiancata in studio dall'opinionista Antonella Elia, e con la partecipazione dell'inviato Massimo Caputi in collegamento da Samaná (Repubblica Dominicana).
I 15 naufraghi sono stati sull'isola per 57 giorni, e Lory Del Santo vinse il montepremi finale di 200 000 euro.
| Concorrente                  | Età     | Professione                                       | Giorni | Luogo di nascita    | Stato                |
| ---------------------------- | ------- | ------------------------------------------------- | ------ | ------------------- | -------------------- |
| Lory Del Santo               | 46 anni | Attrice, showgirl, personaggio TV, regista        | 1-57   | Povegliano Veronese | Vincitrice           |
| Maurizio Ferrini             | 52 anni | Attore, personaggio TV                            | 36-57  | Cesena              | Secondo classificato |
| Maria Giovanna Elmi          | 65 anni | Conduttrice TV, ex annunciatrice TV, cantante     | 1-57   | Roma                | Terza classificata   |
| Elena Santarelli             | 24 anni | Attrice, showgirl, conduttrice TV, personaggio TV | 1-50   | Latina              | Eliminata            |
| Arianna David                | 31 anni | Attrice, modella                                  | 1-50   | Roma                | Eliminata            |
| Antonio Zequila              | 41 anni | Attore, personaggio TV                            | 36-50  | Atrani              | Eliminato            |
| Edrissa "Idris" Sanneh       | 54 anni | Giornalista, personaggio TV                       | 22-43  | Brufut              | Eliminato            |
| Daniele Interrante           | 24 anni | Modello, personaggio TV                           | 1-36   | Milano              | Eliminato            |
| Manuel Casella               | 26 anni | Attore, modello                                   | 1-29   | Piacenza            | Eliminato            |
| Al Bano                      | 62 anni | Cantautore                                        | 1-29   | Cellino San Marco   | Ritirato             |
| Sandy Marton                 | 45 anni | Cantante                                          | 1-26   | Zagabria            | Ritirato             |
| Fulco Ruffo di Calabria      | 51 anni | Principe di Calabria, giornalista, scrittore      | 1-22   | Buenos Aires        | Eliminato            |
| Enzo Paolo Turchi            | 56 anni | Ballerino, coreografo                             | 1-18   | Napoli              | Ritirato             |
| Romina Jolanda Carrisi-Power | 18 anni | Personaggio TV                                    | 1-15   | Cellino San Marco   | Eliminata            |
| Cristina Quaranta            | 33 anni | Conduttrice TV, showgirl                          | 1-8    | Roma                | Eliminata            |

### L'isola dei famosi 4(2006)
La quarta edizione de L'isola dei famosi è andata in onda dal 13 settembre all'8 novembre 2006, sempre con la conduzione di Simona Ventura per la quarta volta consecutiva, affiancata in studio dagli opinionisti Michele Cucuzza, Nancy Dell'Olio, Nicola Savino, Lory Del Santo, Katia Ricciarelli, Cesare Cadeo, Elena Santarelli, Alessandro Meluzzi, Michela Rocco di Torrepadula, Riccardo Rossi, Antonio Mazza, Fabio Canino, Maria Giovanna Elmi, Alba Parietti, Platinette e Alessandro Rostagno, e con la partecipazione dell'inviato Paolo Brosio in collegamento da Cayos Cochinos (Honduras).
I 19 naufraghi sono stati sull'isola per 57 giorni, e Luca Calvani vinse il montepremi finale di 200 000 euro.
| Concorrente             | Età     | Professione                                                      | Giorno | Luogo di nascita | Stato                |
| ----------------------- | ------- | ---------------------------------------------------------------- | ------ | ---------------- | -------------------- |
| Luca Calvani            | 32 anni | Attore                                                           | 1-57   | Prato            | Vincitore            |
| Claudio Chiappucci      | 43 anni | Ex ciclista                                                      | 1-57   | Uboldo           | Secondo classificato |
| Marina Occhiena         | 56 anni | Cantante, attrice                                                | 15-57  | Genova           | Terza classificata   |
| Sara Tommasi            | 25 anni | Modella, showgirl                                                | 1-57   | Narni            | Quarta classificata  |
| Linda Santaguida        | 28 anni | Modella, showgirl                                                | 25-50  | Bologna          | Eliminata            |
| Leone Di Lernia         | 68 anni | Conduttore radiofonico, cantautore                               | 25-50  | Trani            | Eliminato            |
| Sergio Vastano          | 53 anni | Attore, comico                                                   | 25-43  | Roma             | Eliminato            |
| Raffaello Balzo         | 31 anni | Attore, modello                                                  | 1-43   | Udine            | Eliminato            |
| Massimo Ceccherini      | 43 anni | Attore, regista, comico, sceneggiatore                           | 1-36   | Firenze          | Espulso              |
| Alessandra Pierelli     | 26 anni | Attrice, showgirl, personaggio TV                                | 1-36   | Sezze            | Eliminata            |
| Den Harrow              | 44 anni | Cantante, modello                                                | 8-30   | Nova Milanese    | Ritirato             |
| Maurizia Cacciatori     | 33 anni | Pallavolista                                                     | 1-29   | Carrara          | Eliminata            |
| Simona Tagli            | 42 anni | Conduttrice TV, showgirl                                         | 22-24  | Milano           | Ritirata             |
| Andrea "Aceto" Degortes | 63 anni | Ex fantino                                                       | 1-22   | Olbia            | Eliminato            |
| Raoul Casadei           | 69 anni | Musicista, compositore                                           | 1-15   | Gatteo           | Eliminato            |
| Kristen Grove           | 35 anni | Conduttrici TV-radiofoniche, cantanti, componenti de Kris & Kris | 1-15   | Pittsburgh       | Ritirate             |
| Kristen Reichert        | 34 anni | Conduttrici TV-radiofoniche, cantanti, componenti de Kris & Kris | 1-15   | Toronto          | Ritirate             |
| Domiziana Giordano      | 47 anni | Attrice, artista                                                 | 1-13   | Roma             | Ritirata             |
| Fernanda Lessa          | 29 anni | Modella, conduttrice TV                                          | 1-8    | Rio de Janeiro   | Eliminata            |
| Giuseppe Cionfoli       | 53 anni | Cantautore                                                       | 1-8    | Erchie           | Ritirato             |

### L'isola dei famosi 5(2007)
La quinta edizione de L'isola dei famosi è andata in onda dal 19 settembre al 28 novembre 2007, sempre con la conduzione di Simona Ventura per la quinta volta consecutiva, affiancata in studio dagli opinionisti Alfonso Signorini, Mara Venier, Gianluca Nicoletti, Alda D'Eusanio e Sandro Mayer, e con la partecipazione dell'inviato Francesco Facchinetti in collegamento da Cayos Cochinos (Honduras).
I 18 naufraghi sono stati sull'isola per 71 giorni, e Manuela Villa vinse il montepremi finale di 200 000 euro.
| Concorrente             | Età     | Professione                        | Giorni | Luogo di nascita     | Stato                |
| ----------------------- | ------- | ---------------------------------- | ------ | -------------------- | -------------------- |
| Manuela Villa           | 41 anni | Cantante                           | 1-71   | Roma                 | Vincitrice           |
| Debora Caprioglio       | 39 anni | Attrice                            | 1-71   | Mestre               | Seconda classificata |
| Nicola Canonico         | 31 anni | Attore                             | 1-71   | Avella               | Terzo classificato   |
| Miriana Trevisan        | 34 anni | Showgirl                           | 1-71   | Napoli               | Quarta classificata  |
| Claudio Cuccurullo      | 49 anni | Muratore                           | 1-64   | Roma                 | Eliminato            |
| Paul Belmondo           | 44 anni | Ex pilota di formula 1             | 1-64   | Boulogne-Billancourt | Eliminato            |
| Vittorio De Franceschi  | 36 anni | Finanziere                         | 1-57   | Tirrenia             | Eliminato            |
| Victoria Petroff        | 26 anni | Modella                            | 38-50  | Milano               | Ritirata             |
| Karen Picozzi           | 30 anni | Impiegata                          | 1-50   | Salerno              | Eliminata            |
| Lisa Fusco              | 28 anni | Showgirl, personaggio TV, cantante | 1-43   | Napoli               | Eliminata            |
| Ivan Cattaneo           | 54 anni | Cantante                           | 38-40  | Bergamo              | Ritirato             |
| Alessandro Cecchi Paone | 46 anni | Personaggio TV, opinionista        | 1-36   | Roma                 | Ritirato             |
| Viviana Bazzani         | 44 anni | Ex agente di polizia               | 1-36   | Milano               | Eliminata            |
| Sandro Salvestrini      | 56 anni | Bancario                           | 1-29   | Arcola               | Eliminato            |
| Francesco Coco          | 30 anni | Ex calciatore                      | 1-29   | Paternò              | Ritirato             |
| Cristiano Malgioglio    | 62 anni | Cantautore                         | 1-22   | Ramacca              | Eliminato            |
| Tiziana Decorato        | 35 anni | Casalinga                          | 1-15   | Udine                | Ritirata             |
| Debora Salvalaggio      | 22 anni | Showgirl                           | 1-8    | Latina               | Eliminata            |

### L'isola dei famosi 6(2008)
La sesta edizione de L'isola dei famosi è andata in onda dal 15 settembre al 24 novembre 2008, sempre con la conduzione di Simona Ventura per la sesta volta consecutiva, affiancata in studio dagli opinionisti Mara Venier, Luca Giurato e Pamela Prati, e con la partecipazione dell'inviato Filippo Magnini in collegamento da Cayos Cochinos (Honduras).
I 23 naufraghi sono stati sull'isola per 71 giorni, e Vladimir Luxuria vinse il montepremi finale di 200 000 euro.
| Concorrente             | Età     | Professione                       | Giorni | Luogo di nascita      | Stato                |
| ----------------------- | ------- | --------------------------------- | ------ | --------------------- | -------------------- |
| Vladimir Luxuria        | 43 anni | Politica                          | 1-71   | Foggia                | Vincitrice           |
| Belén Rodríguez         | 23 anni | Modella, showgirl                 | 1-71   | Buenos Aires          | Seconda classificata |
| Carlo Capponi           | 55 anni | Custode universitario             | 1-71   | Bologna               | Terzo classificato   |
| Leonardo Tumiotto       | 25 anni | Nuotatore                         | 1-71   | San Donà di Piave     | Quarto classificato  |
| Patrizia De Blanck      | 67 anni | Personaggio TV, socialite         | 36-64  | Roma                  | Eliminata            |
| Veridiana Mallmann      | 22 anni | Showgirl                          | 1-64   | Santa Clara do Sul    | Eliminata            |
| Peppe Quintale          | 45 anni | Attore, comico                    | 36-64  | Napoli                | Eliminato            |
| Alessandro Feliù        | 21 anni | Skipper                           | 1-64   | Giugliano in Campania | Eliminato            |
| Ela Weber               | 42 anni | Attrice, showgirl, personaggio TV | 36-57  | Dettelbach            | Eliminata            |
| Rossano Rubicondi       | 36 anni | Attore, imprenditore, modello     | 29-50  | Roma                  | Eliminato            |
| Imma De Vivo            | 26 anni | Studentessa universitaria         | 36-43  | Napoli                | Eliminate            |
| Eleonora De Vivo        | 26 anni | Assistente chirurgo plastico      | 36-43  | Napoli                | Eliminate            |
| Chiara Zaffoni          | 27 anni | Infermiera                        | 1-36   | Ferrara               | Eliminata            |
| Massimo Ciavarro        | 50 anni | Attore                            | 1-35   | Roma                  | Ritirato             |
| Maria Grazia Maniscalco | 21 anni | Studentessa di psicologia         | 1-29   | Sciacca               | Eliminata            |
| Sonia Borgonovo         | 39 anni | Muratore                          | 1-22   | Aviano                | Eliminata            |
| Antonio Cabrini         | 50 anni | Ex calciatore                     | 1-18   | Cremona               | Ritirato             |
| Daniele Bressan         | 35 anni | Magazziniere                      | 1-17   | Castelfranco Veneto   | Ritirato             |
| Flavia Vento            | 31 anni | Showgirl                          | 1-15   | Roma                  | Ritirata             |
| Michi Gioia             | 43 anni | Scrittrice                        | 1-15   | Milano                | Eliminata            |
| Giucas Casella          | 58 anni | Illusionista                      | 1-15   | Termini Imerese       | Ritirato             |
| Giuseppe Lago           | 27 anni | Personaggio TV                    | 1-8    | Capurso               | Ritirato             |
| Alessandro De Giuseppe  | 37 anni | Libero professionista             | 1-8    | Brugherio             | Eliminato            |
| Yelena Shatanova        | 31 anni | Interprete                        | 1      | Oleggio               | Eliminata            |

### L'isola dei famosi 7(2010)
La settima edizione de L'isola dei famosi è andata in onda dal 23 febbraio al 5 maggio 2010, sempre con la conduzione di Simona Ventura per la settima volta consecutiva, affiancata in studio dagli opinionisti Adriano Aragozzini, Antonia Dell'Atte, Gabriella Sassone, Pierluigi Diaco, Mara Venier, Rocco Barocco, Monica Setta, Claudio Lippi, Nadège du Bospertus, Andrea Pucci e Cristiano Malgioglio, e con la partecipazione dell'inviato Rossano Rubicondi (sostituito nella sesta puntata del 31 marzo 2010 da Francesco Facchinetti, a causa di problemi di salute) in collegamento da Corn Island (Nicaragua).
I 22 naufraghi sono stati sull'isola per 71 giorni, e Daniele Battaglia vinse il montepremi finale di 200 000 euro.
| Concorrente               | Età     | Professione                                     | Giorni | Luogo di nascita        | Stato                |
| ------------------------- | ------- | ----------------------------------------------- | ------ | ----------------------- | -------------------- |
| Daniele Battaglia         | 28 anni | Conduttore TV, conduttore radiofonico, cantante | 15-71  | Reggio Emilia           | Vincitore            |
| Luca Rossetto             | 32 anni | Ingegnere                                       | 1-71   | Chiavazza               | Secondo classificato |
| Guenda Goria              | 21 anni | Attrice teatrale                                | 15-71  | Roma                    | Terza classificata   |
| Domenico Nesci            | 28 anni | Personaggio TV                                  | 30-71  | Bergamo                 | Quarto classificato  |
| Silvia Zanchi             | 24 anni | Hostess di eventi                               | 1-62   | Sarnico                 | Eliminata            |
| Sandra Milo               | 76 anni | Attrice, conduttrice TV, personaggio TV         | 1-62   | Tunisi                  | Eliminata            |
| Clarissa Burt             | 50 anni | Attrice, modella                                | 1-62   | Filadelfia              | Eliminata            |
| Denis Dallan              | 31 anni | Rugbista                                        | 1-62   | Asolo                   | Eliminato            |
| Nina Seničar              | 24 anni | Modella, showgirl                               | 1-55   | Novi Sad                | Eliminata            |
| Dario Nanni               | 24 anni | Manager                                         | 1-55   | Napoli                  | Eliminato            |
| Pamela Compagnucci        | 30 anni | Personaggio TV                                  | 42-50  | Roma                    | Eliminata            |
| Aura Rolenzetti           | 21 anni | Modella                                         | 1-50   | Castel San Pietro Terme | Eliminata            |
| Davide Di Porto           | 48 anni | Personal trainer                                | 1-43   | Roma                    | Eliminato            |
| Federico Mastrostefano    | 32 anni | Personaggio TV                                  | 1-36   | Bracciano               | Eliminato            |
| Roberto Anselmi Fiacchini | 36 anni | Bodyguard                                       | 22-36  | Roma                    | Eliminato            |
| Claudia Galanti           | 28 anni | Modella                                         | 1-29   | Asunción                | Eliminata            |
| Aldo Busi                 | 61 anni | Scrittore                                       | 1-22   | Montichiari             | Ritirato             |
| Loredana Lecciso          | 37 anni | Showgirl                                        | 1-22   | Lecce                   | Eliminata            |
| Manuela Boldi             | 28 anni | Personaggio TV, ex speaker radiofonica          | 15-22  | Basiglio                | Ritirata             |
| Tracy Fraddosio           | 42 anni | Estetista                                       | 1-15   | Bari                    | Eliminata            |
| Luca Ward                 | 49 anni | Attore, doppiatore                              | 1-9    | Roma                    | Ritirato             |
| Simone Rugiati            | 28 anni | Chef                                            | 1-8    | Santa Croce sull'Arno   | Eliminato            |

### L'isola dei famosi 8(2011)
L'ottava edizione de L'isola dei famosi è andata in onda dal 14 febbraio al 26 aprile 2011, sempre con la conduzione di Simona Ventura per l'ottava ed ultima volta consecutiva (sostituita da Nicola Savino nella settima puntata del 29 marzo 2011), affiancata in studio dalle opinioniste Vladimir Luxuria e Alba Parietti, e con la partecipazione dell'inviato Daniele Battaglia in collegamento da Cayos Cochinos (Honduras).
I 22 naufraghi sono stati sull'isola per 72 giorni, e Giorgia Palmas vinse il montepremi finale di 200 000 euro.
| Concorrente                      | Età     | Professione                             | Giorni | Luogo di nascita | Stato                |
| -------------------------------- | ------- | --------------------------------------- | ------ | ---------------- | -------------------- |
| Giorgia Palmas                   | 28 anni | Showgirl                                | 1-72   | Cagliari         | Vincitrice           |
| Thyago Alves                     | 26 anni | Modello, attore                         | 1-72   | Goiânia          | Secondo classificato |
| Laerte Pappalardo                | 34 anni | Attore                                  | 20-72  | Milano           | Terzo classificato   |
| Roberta Allegretti               | 34 anni | Salumiera                               | 8-72   | Roma             | Quarta classificata  |
| Eleonora Brigliadori             | 50 anni | Attrice                                 | 1-65   | Milano           | Eliminata            |
| Killian Marcus Nielsen Gastineau | 21 anni | Modello                                 | 1-65   | Scottsdale       | Eliminato            |
| Francesca Fogar                  | 35 anni | Scrittrice, giornalista, conduttrice TV | 1-65   | Tradate          | Eliminata            |
| Gianna Orrù                      | 73 anni | Ex insegnante di Educazione fisica      | 1-58   | Cagliari         | Eliminata            |
| Nina Morić                       | 34 anni | Showgirl, modella                       | 8-51   | Zagabria         | Eliminata            |
| Raffaella Fico                   | 23 anni | Showgirl                                | 1-44   | Cercola          | Eliminata            |
| Daniel McVicar                   | 52 anni | Attore                                  | 1-44   | Independence     | Eliminato            |
| Raffaele Paganini                | 52 anni | Ballerino                               | 1-37   | Roma             | Eliminato            |
| Magda Gomes                      | 33 anni | Showgirl                                | 1-37   | San Paolo        | Eliminata            |
| Abigail Barwuah                  | 20 anni | Modella                                 | 1-30   | Accra            | Eliminata            |
| Anoula Adoniu                    | 24 anni | Partner                                 | 24-30  | Varsavia         | Eliminata            |
| Walter Garibaldi                 | 41 anni | Autore, regista, attore                 | 1-24   | Roma             | Eliminato            |
| Francesco Rapetti Mogol          | 31 anni | Scrittore, chitarrista                  | 1-24   | Milano           | Eliminato            |
| Luca Dirisio                     | 32 anni | Cantante                                | 1-17   | Vasto            | Eliminato            |
| Matteo Materazzi                 | 34 anni | Calciatore                              | 1-13   | Reggio Calabria  | Ritirato             |
| Marzio Boschetti                 | 40 anni | Ex buttafuori da discoteca              | 1-10   | Milano           | Eliminato            |
| Davide Fabbri                    | 46 anni | Ballerino                               | 1-10   | Cervia           | Eliminato            |
| Francesca De André               | 21 anni | Modella                                 | 1-10   | Genova           | Eliminata            |

### L'isola dei famosi 9(2012)
La nona edizione de L'isola dei famosi è andata in onda dal 14 febbraio al 26 aprile 2012, con la conduzione di Nicola Savino, affiancato in studio dagli opinionisti Daniele Battaglia, Diego Passoni, Lucilla Agosti, Laura Barriales, Nina Morić e Barbara De Rossi, e con la partecipazione della inviata Vladimir Luxuria in collegamento da Cayos Cochinos (Honduras).
I 20 naufraghi sono stati sull'isola per 72 giorni, e Antonella Elia vinse il montepremi finale di 200 000 euro.
| Concorrente             | Età     | Professione                             | Giorni | Luogo di nascita | Stato                |
| ----------------------- | ------- | --------------------------------------- | ------ | ---------------- | -------------------- |
| Antonella Elia          | 48 anni | Attrice, showgirl, personaggio TV       | 36-72  | Torino           | Vincitrice           |
| Manuel Casella          | 33 anni | Modello, attore, personaggio TV         | 29-72  | Piacenza         | Secondo classificato |
| Andrea Lehotská         | 30 anni | Modella, showgirl                       | 29-72  | Detva            | Terza classificata   |
| Max Bertolani           | 47 anni | Football player, attore                 | 1-72   | Aviano           | Quarto classificato  |
| Aída Yéspica            | 29 anni | Showgirl, modella, attrice              | 1-72   | Caracas          | Quinta classificata  |
| Nina Morić              | 35 anni | Modella, showgirl, personaggio TV       | 22-65  | Zagabria         | Eliminata            |
| Jivago Santinni         | 25 anni | Modello, personaggio TV                 | 29-58  | Santa Maria      | Eliminato            |
| Guendalina Tavassi      | 26 anni | Showgirl, personaggio TV                | 1-58   | Roma             | Eliminata            |
| Carmen Russo            | 52 anni | Ballerina, showgirl                     | 1-51   | Genova           | Eliminata            |
| Divino Otelma           | 62 anni | Personaggio TV, sensitivo               | 1-51   | Genova           | Eliminato            |
| Rossano Rubicondi       | 39 anni | Attore, ex modello, personaggio TV      | 1-51   | Roma             | Eliminato            |
| Valeria Marini          | 44 anni | Attrice, showgirl, personaggio TV       | 1-44   | Roma             | Eliminata            |
| Enzo Paolo Turchi       | 62 anni | Ballerino                               | 1-41   | Napoli           | Ritirato             |
| Alessandro Cecchi Paone | 50 anni | Conduttore TV, personaggio TV           | 1-37   | Roma             | Eliminato            |
| Mariano Apicella        | 49 anni | Cantante                                | 1-30   | Napoli           | Eliminato            |
| Cristiano Malgioglio    | 66 anni | Cantautore, personaggio TV              | 1-26   | Ramacca          | Ritirato             |
| Den Harrow              | 49 anni | Cantante                                | 1-20   | Nova Milanese    | Eliminato            |
| Eliana Cartella         | 21 anni | Modella                                 | 1-17   | Viareggio        | Ritirata             |
| Arianna David           | 38 anni | Modella, conduttrice TV, personaggio TV | 1-16   | Roma             | Eliminata            |
| Flavia Vento            | 34 anni | Showgirl, attrice, personaggio TV       | 1-10   | Roma             | Ritirata             |

### L'isola dei famosi 10(2015)
La decima edizione de L'isola dei famosi è andata in onda dal 26 gennaio al 23 marzo 2015, con la conduzione di Alessia Marcuzzi, affiancata in studio dagli opinionisti Mara Venier e Alfonso Signorini, e con la partecipazione dell'inviato Alvin in collegamento da Cayos Cochinos (Honduras).
I 14 naufraghi sono stati sull'isola per 50 giorni, e le Donatella, duo musicale composto dalle sorelle gemelle Giulia e Silvia Provvedi, vinsero il montepremi finale di 100 000 euro.
| Concorrente                             | Età     | Professione                           | Giorni | Luogo di nascita     | Stato                |
| --------------------------------------- | ------- | ------------------------------------- | ------ | -------------------- | -------------------- |
| Le Donatella (Giulia e Silvia Provvedi) | 21 anni | Cantanti                              | 1-50   | Modena               | Vincitrici           |
| Brice Martinet                          | 33 anni | Modello, attore                       | 1-50   | Chambray-lès-Tours   | Secondo classificato |
| Cecilia Rodríguez                       | 24 anni | Modella, personaggio TV               | 1-50   | Buenos Aires         | Terza classificata   |
| Valerio Scanu                           | 24 anni | Cantautore                            | 1-50   | La Maddalena         | Quarto classificato  |
| Rocco Siffredi                          | 50 anni | Attore pornografico                   | 1-50   | Ortona               | Quinto classificato  |
| Alex Belli                              | 32 anni | Attore, modello, personaggio TV       | 1-43   | Parma                | Eliminato            |
| Cristina Buccino                        | 29 anni | Showgirl                              | 8-43   | Castrovillari        | Eliminata            |
| Andrea Montovoli                        | 29 anni | Attore, DJ                            | 1-43   | Porretta Terme       | Eliminato            |
| Rachida Karrati                         | 48 anni | Personaggio TV                        | 1-36   | Marocco              | Eliminata            |
| Pierluigi Diaco                         | 37 anni | Conduttore TV, conduttore radiofonico | 1-29   | Roma                 | Eliminato            |
| Fanny Neguesha                          | 24 anni | Modella                               | 1-23   | Bruxelles            | Ritirata             |
| Melissa P. (Melissa Panarello)          | 29 anni | Scrittrice                            | 1-22   | Catania              | Eliminata            |
| Charlotte Caniggia                      | 21 anni | Modella, showgirl                     | 1-15   | Buenos Aires         | Eliminata            |
| Patrizio Oliva                          | 56 anni | Ex pugile                             | 1-8    | Napoli               | Eliminato            |
| Catherine Spaak                         | 69 anni | Attrice                               | 1      | Boulogne-Billancourt | Ritirata             |

### L'isola dei famosi 11(2016)
L'undicesima edizione de L'isola dei famosi è andata in onda dal 9 marzo al 9 maggio 2016, sempre con la conduzione di Alessia Marcuzzi per la seconda volta consecutiva, affiancata in studio dagli opinionisti Mara Venier e Alfonso Signorini, e con la partecipazione dell'inviato Alvin in collegamento da Cayos Cochinos (Honduras).
I 18 naufraghi sono stati sull'isola per 62 giorni, e Giacobbe Fragomeni vinse il montepremi finale di 100 000 euro.
| Concorrente               | Età     | Professione                              | Giorni | Luogo di nascita    | Stato                |
| ------------------------- | ------- | ---------------------------------------- | ------ | ------------------- | -------------------- |
| Giacobbe Fragomeni        | 46 anni | Pugile                                   | 1-62   | Milano              | Vincitore            |
| Jonás Berami              | 32 anni | Attore, personaggio TV                   | 1-62   | Malaga              | Secondo classificato |
| Mercedesz Henger          | 24 anni | Personaggio TV, showgirl, personaggio TV | 1-62   | Győr                | Terza classificata   |
| Paola Caruso              | 31 anni | Modella, showgirl, personaggio TV        | 1-62   | Catanzaro           | Quarta classificata  |
| Gracia De Torres          | 28 anni | Modella                                  | 1-62   | Almería             | Quinta classificata  |
| Marco Carta               | 30 anni | Cantante                                 | 1-55   | Cagliari            | Eliminato            |
| Cristian Gallella         | 32 anni | Personaggio TV                           | 15-55  | Vigevano            | Eliminato            |
| Alessia Reato             | 25 anni | Showgirl                                 | 1-55   | L'Aquila            | Eliminata            |
| Gianluca Mech             | 46 anni | Imprenditore                             | 15-48  | Montecchio Maggiore | Eliminato            |
| Stefano Nones Orfei       | 49 anni | Artista circense                         | 1-41   | Genova              | Eliminato            |
| Andrea Preti              | 27 anni | Modello, attore                          | 1-41   | Copenaghen          | Eliminato            |
| Simona Ventura            | 50 anni | Conduttrice TV                           | 1-34   | Bentivoglio         | Eliminata            |
| Aristide Malnati          | 51 anni | Archeologo, egittologo, personaggio TV   | 1-27   | Milano              | Ritirato             |
| Patricia Gloria Contreras | 28 anni | Attrice                                  | 1-20   | Morelia             | Eliminata            |
| Fiordaliso                | 60 anni | Cantante                                 | 1-20   | Piacenza            | Eliminata            |
| Enzo Salvi                | 52 anni | Attore                                   | 1-13   | Roma                | Eliminato            |
| Claudia Galanti           | 34 anni | Showgirl, personaggio TV                 | 1-6    | Asunción            | Eliminata            |
| Matteo Cambi              | 38 anni | Imprenditore                             | 1-5    | Carpi               | Ritirato             |

### L'isola dei famosi 12(2017)
La dodicesima edizione de L'isola dei famosi è andata in onda dal 31 gennaio al 12 aprile 2017, sempre con la conduzione di Alessia Marcuzzi per la terza volta consecutiva, affiancata in studio dall'opinionista Vladimir Luxuria, e con la partecipazione dell'inviato Stefano Bettarini in collegamento da Cayos Cochinos (Honduras).
I 14 naufraghi sono stati sull'isola per 72 giorni, e Raz Degan vinse il montepremi finale di 100 000 euro.
| Concorrente                    | Età     | Professione                                            | Giorni | Luogo di nascita | Stato                |
| ------------------------------ | ------- | ------------------------------------------------------ | ------ | ---------------- | -------------------- |
| Raz Degan                      | 48 anni | Attore, regista, ex modello                            | 1-73   | Sde Nehemia      | Vincitore            |
| Simone Susinna                 | 23 anni | Modello                                                | 1-73   | Catania          | Secondo classificato |
| Eva Grimaldi                   | 55 anni | Attrice                                                | 1-73   | Nogarole Rocca   | Terza classificata   |
| Nancy Coppola                  | 30 anni | Cantante neomelodica, attrice                          | 1-73   | Napoli           | Quarta classificata  |
| Filomena "Malena" Mastromarino | 34 anni | Attrice pornografica, ex dirigente politica            | 1-73   | Noci             | Quinta classificata  |
| Giulio Base                    | 52 anni | Regista                                                | 1-65   | Torino           | Eliminato            |
| Moreno Donadoni                | 27 anni | Rapper                                                 | 1-65   | Genova           | Eliminato            |
| Samantha de Grenet             | 46 anni | Conduttrice TV, showgirl, ex modella                   | 1-58   | Roma             | Eliminata            |
| Giulia Calcaterra              | 25 anni | Showgirl                                               | 1-37   | Magenta          | Eliminata            |
| Massimo Ceccherini             | 51 anni | Attore, regista, comico, sceneggiatore, personaggio TV | 1-23   | Firenze          | Ritirato             |
| Giacomo Urtis                  | 39 anni | Dermatologo, personaggio TV                            | 1-22   | Caracas          | Eliminato            |
| Nathaly Caldonazzo             | 47 anni | Attrice, showgirl                                      | 1-15   | Roma             | Eliminata            |
| Andrea Marcaccini              | 28 anni | Modello                                                | 1-8    | Messina          | Espulso              |
| Dayane Mello                   | 27 anni | Modella, personaggio TV                                | 1-8    | Joinville        | Eliminata            |

### L'isola dei famosi 13(2018)
La tredicesima edizione de L'isola dei famosi è andata in onda dal 22 gennaio al 16 aprile 2018, sempre con la conduzione di Alessia Marcuzzi per la quarta volta consecutiva, affiancata in studio dagli opinionisti Mara Venier e Daniele Bossari e in collegamento con la Gialappa's Band, e con la partecipazione dell'inviato Stefano De Martino in collegamento da Cayos Cochinos (Honduras).
I 20 naufraghi sono stati sull'isola per 85 giorni, e Nino Formicola, conosciuto come Gaspare, vinse il montepremi finale di 100 000 euro.
| Concorrente              | Età     | Professione                           | Giorni | Luogo di nascita | Stato                |
| ------------------------ | ------- | ------------------------------------- | ------ | ---------------- | -------------------- |
| Nino "Gaspare" Formicola | 64 anni | Comico, attore                        | 1-85   | Milano           | Vincitore            |
| Bianca Atzei             | 30 anni | Cantautrice                           | 1-85   | Milano           | Seconda classificata |
| Amaurys Pérez            | 41 anni | Pallanuotista                         | 1-85   | Camagüey         | Terzo classificato   |
| Francesca Cipriani       | 33 anni | Personaggio TV                        | 1-85   | Popoli           | Quarta classificata  |
| Jonathan Kashanian       | 37 anni | Personaggio TV                        | 1-85   | Ramat Gan        | Quinto classificato  |
| Rosa Perrotta            | 28 anni | Modella, personaggio TV               | 1-78   | Pagani           | Eliminata            |
| Alessia Mancini          | 39 anni | Showgirl, attrice                     | 1-78   | Marino           | Eliminata            |
| Elena Morali             | 28 anni | Showgirl, personaggio TV              | 8-72   | Ponte San Pietro | Eliminata            |
| Franco Terlizzi          | 55 anni | Personal trainer, ex pugile           | 1-68   | Bitonto          | Ritirato             |
| Simone Barbato           | 38 anni | Comico, mimo                          | 8-65   | Ovada            | Eliminato            |
| Marco Ferri              | 29 anni | Modello                               | 1-58   | Lodi             | Eliminato            |
| Nadia Rinaldi            | 50 anni | Attrice                               | 1-50   | Roma             | Eliminata            |
| Paola Di Benedetto       | 23 anni | Modella, personaggio TV               | 1-43   | Vicenza          | Eliminata            |
| Filippo Nardi            | 48 anni | Deejay, conduttore TV, personaggio TV | 1-43   | Londra           | Eliminato            |
| Cecilia Capriotti        | 41 anni | Showgirl, attrice, ex modella         | 1-43   | Ascoli Piceno    | Eliminata            |
| Giucas Casella           | 68 anni | Illusionista, personaggio TV          | 1-37   | Termini Imerese  | Ritirato             |
| Craig Warwick            | 66 anni | Sensitivo                             | 1-23   | Londra           | Ritirato             |
| Francesco Monte          | 29 anni | Modello, personaggio TV               | 1-14   | Taranto          | Ritirato             |
| Éva Henger               | 45 anni | Showgirl, ex attrice pornografica     | 1-8    | Győr             | Eliminata            |
| Chiara Nasti             | 20 anni | Fashion blogger                       | 1-7    | Napoli           | Ritirata             |

### L'isola dei famosi 14(2019)
La quattordicesima edizione de L'isola dei famosi è andata in onda dal 24 gennaio al 1º aprile 2019, sempre con la conduzione di Alessia Marcuzzi per la quinta ed ultima volta consecutiva, affiancata in studio dalle opinioniste Alda D'Eusanio e Alba Parietti e in collegamento con la Gialappa's Band, e con la partecipazione dell'inviato Alvin in collegamento da Cayos Cochinos (Honduras).
I 23 naufraghi sono stati sull'isola per 68 giorni, e Marco Maddaloni vinse il montepremi finale di 100 000 euro.
| Concorrente          | Età     | Professione                              | Giorni | Luogo di nascita | Stato                |
| -------------------- | ------- | ---------------------------------------- | ------ | ---------------- | -------------------- |
| Marco Maddaloni      | 34 anni | Judoka                                   | 1-68   | Napoli           | Vincitore            |
| Marina La Rosa       | 42 anni | Attrice, personaggio TV                  | 1-68   | Messina          | Seconda classificata |
| Luca Vismara         | 27 anni | Cantante                                 | 1-68   | Monza            | Terzo classificato   |
| Sarah Altobello      | 31 anni | Showgirl                                 | 1-68   | Modugno          | Quarta classificata  |
| Aaron Meyer Nielsen  | 25 anni | Modello                                  | 1-68   | Mendrisio        | Quinto classificato  |
| Soleil Sorge         | 24 anni | Modella, influencer, personaggio TV      | 18-61  | Los Angeles      | Eliminata            |
| Stefano Bettarini    | 46 anni | Ex calciatore, personaggio TV            | 11-61  | Forlì            | Eliminato            |
| Kaspar Capparoni     | 54 anni | Attore                                   | 1-61   | Roma             | Eliminato            |
| Riccardo Fogli       | 71 anni | Cantante                                 | 1-61   | Pontedera        | Eliminato            |
| Paolo Brosio         | 62 anni | Giornalista, scrittore, ex conduttore TV | 1-54   | Asti             | Eliminato            |
| Ariadna Romero       | 32 anni | Modella, attrice                         | 21-47  | Fomento          | Eliminata            |
| Abdelkader Ghezzal   | 34 anni | Procuratore sportivo, ex calciatore      | 1-44   | Décines-Charpieu | Ritirato             |
| Jo Squillo           | 56 anni | Cantautrice, conduttrice TV              | 11-42  | Milano           | Ritirata             |
| Jeremias Rodríguez   | 30 anni | Personaggio TV                           | 18-40  | Buenos Aires     | Eliminato            |
| Viktorija Mihajlović | 22 anni | Modelle                                  | 1-35   | Roma             | Eliminate            |
| Virginia Mihajlović  | 20 anni | Modelle                                  | 1-35   | Roma             | Eliminate            |
| Giorgia Venturini    | 35 anni | Esperta in Pubbliche Relazioni           | 1-28   | Novafeltria      | Eliminata            |
| Yuri Rambaldi        | 26 anni | Spogliarellista                          | 1-21   | Vigevano         | Eliminato            |
| Grecia Colmenares    | 56 anni | Attrice                                  | 1-18   | Valencia         | Eliminata            |
| Youma Diakite        | 47 anni | Attrice, ex modella                      | 1-12   | Kayes            | Ritirata             |
| Demetra Hampton      | 50 anni | Attrice, ex modella                      | 1-11   | Filadelfia       | Eliminata            |
| Taylor Mega          | 25 anni | Influencer                               | 1-8    | Udine            | Eliminata            |

### L'isola dei famosi 15(2021)
La quindicesima edizione de L'isola dei famosi è andata in onda dal 15 marzo al 7 giugno 2021, con la conduzione di Ilary Blasi, affiancata in studio dagli opinionisti Iva Zanicchi, Elettra Lamborghini e Tommaso Zorzi, e con la partecipazione dell'inviato Massimiliano Rosolino in collegamento da Cayos Cochinos (Honduras).
I 23 naufraghi sono stati sull'isola per 85 giorni, e Simone Paciello, conosciuto come "Awed", vinse il montepremi finale di 100 000 euro.
| Concorrente             | Età     | Professione                                         | Giorni | Luogo di nascita   | Stato                |
| ----------------------- | ------- | --------------------------------------------------- | ------ | ------------------ | -------------------- |
| Simone "Awed" Paciello  | 24 anni | Youtuber, comico                                    | 1-85   | Napoli             | Vincitore            |
| Valentina Persia        | 49 anni | Comica, attrice                                     | 4-85   | Roma               | Seconda classificata |
| Andrea Cerioli          | 31 anni | Influencer, personaggio TV                          | 11-85  | Bologna            | Terzo classificato   |
| Ignazio Moser           | 28 anni | Personaggio TV, ex ciclista su pista                | 46-85  | Trento             | Quarto classificato  |
| Beatrice Marchetti      | 25 anni | Modella                                             | 22-85  | Zone               | Quinta classificata  |
| Matteo Diamante         | 31 anni | Influencer, organizzatore di eventi, personaggio TV | 39-85  | Genova             | Sesto classificato   |
| Isolde Kostner          | 46 anni | Ex sciatrice, direttrice d'albergo                  | 22-78  | Bolzano            | Eliminata            |
| Miryea Stabile          | 23 anni | Ballerina, influencer, personaggio TV               | 4-78   | Brescia            | Eliminata            |
| Roberto Ciufoli         | 61 anni | Attore, doppiatore, comico                          | 1-78   | Roma               | Eliminato            |
| Angela Melillo          | 53 anni | Showgirl, attrice, ballerina                        | 1-71   | Roma               | Eliminata            |
| Fariba Tehrani          | 58 anni | Personaggio TV                                      | 1-71   | Teheran            | Eliminata            |
| Rosaria Cannavò         | 37 anni | Showgirl                                            | 39-68  | Catania            | Eliminata            |
| Francesca Lodo          | 38 anni | Showgirl, modella                                   | 1-64   | Selargius          | Eliminata            |
| Emanuela Tittocchia     | 50 anni | Attrice, conduttrice TV                             | 39-61  | Torino             | Eliminata            |
| Ubaldo Lanzo            | 48 anni | Cromatologo, personaggio TV                         | 1-53   | Lamezia Terme      | Ritirato             |
| Gilles Rocca            | 38 anni | Attore, regista, modello, personaggio TV            | 1-50   | Roma               | Eliminato            |
| Manuela Ferrera         | 36 anni | Showgirl                                            | 39-46  | Brescia            | Eliminata            |
| Vera Gemma              | 50 anni | Attrice                                             | 1-43   | Roma               | Eliminata            |
| Paul Gascoigne          | 53 anni | Allenatore di calcio, ex calciatore                 | 1-39   | Gateshead          | Ritirato             |
| Elisa Isoardi           | 38 anni | Conduttrice TV, ex modella                          | 1-32   | Cuneo              | Ritirata             |
| Brando Giorgi           | 54 anni | Attore, ex modello                                  | 4-32   | Roma               | Ritirato             |
| Drusilla Gucci          | 26 anni | Modella                                             | 1-29   | Firenze            | Eliminata            |
| Beppe Braida            | 57 anni | Comico, conduttore TV                               | 4-25   | Torino             | Ritirato             |
| Daniela Martani         | 47 anni | Conduttrice radiofonica, personaggio TV             | 1-22   | Roma               | Eliminata            |
| Akash Kumar             | 29 anni | Modello                                             | 1-8    | Nuova Delhi        | Eliminato            |
| Ferdinando Guglielmotti | 54 anni | Imprenditore                                        | 1-4    | Montalto di Castro | Ritirato             |

### L'isola dei famosi 16(2022)
La sedicesima edizione de L'isola dei famosi è andata in onda dal 21 marzo al 27 giugno 2022 con la conduzione di Ilary Blasi per la seconda volta consecutiva, affiancata in studio dagli opinionisti Nicola Savino e Vladimir Luxuria, e con la partecipazione dell'inviato Alvin in collegamento da Cayos Cochinos (Honduras).
I 32 naufraghi sono stati sull'isola per 99 giorni, e Nicolas Vaporidis vinse il montepremi finale di 100 000 euro.
| Concorrente               | Età     | Professione                                       | Giorni | Luogo di nascita    | Stato                |
| ------------------------- | ------- | ------------------------------------------------- | ------ | ------------------- | -------------------- |
| Nicolas Vaporidis         | 40 anni | Attore, produttore cinematografico                | 1-99   | Roma                | Vincitore            |
| Luca Daffrè               | 26 anni | Ex nuotatore, personaggio TV                      | 57-99  | Trento              | Secondo classificato |
| Carmen Di Pietro          | 56 anni | Showgirl, conduttrice radiofonica, personaggio TV | 1-99   | Potenza             | Terza classificata   |
| Mercedesz Henger          | 30 anni | Modella, personaggio TV                           | 47-99  | Győr                | Quarta classificata  |
| Maria Laura De Vitis      | 24 anni | Influencer, modella, personaggio TV               | 47-99  | Reggio Emilia       | Quinta classificata  |
| Nick Luciani              | 51 anni | Musicista                                         | 15-99  | Roma                | Sesto classificato   |
| Pamela Petrarolo          | 45 anni | Showgirl, cantante, coreografa                    | 57-92  | Roma                | Eliminata            |
| Estefanía Bernal          | 26 anni | Modella, personaggio TV                           | 1-92   | Buenos Aires        | Eliminata            |
| Edoardo Tavassi           | 37 anni | Videomaker                                        | 11-92  | Roma                | Ritirato             |
| Gennaro Auletto           | 22 anni | Modello                                           | 57-85  | Napoli              | Eliminato            |
| Marco Cucolo              | 30 anni | Personaggio TV                                    | 1-81   | Napoli              | Ritirato             |
| Lory Del Santo            | 63 anni | Personaggio TV, attrice, regista                  | 1-78   | Povegliano Veronese | Eliminata            |
| Roger Balduino            | 29 anni | Modello                                           | 1-74   | Erechim             | Ritirato             |
| Marco Maccarini           | 45 anni | Conduttore TV, conduttore radiofonico             | 57-71  | Torino              | Eliminato            |
| Fabrizia Santarelli       | 29 anni | Modella, personaggio TV                           | 47-68  | Bari                | Eliminata            |
| Franco "Blind" Popi Rujan | 22 anni | Rapper                                            | 4-64   | Perugia             | Ritirato             |
| Licia Nunez               | 44 anni | Attrice                                           | 22-64  | Barletta            | Ritirata             |
| Guendalina Tavassi        | 36 anni | Personaggio TV                                    | 11-64  | Roma                | Ritirata             |
| Alessandro Iannoni        | 20 anni | Studente universitario                            | 1-64   | Roma                | Ritirato             |
| Clemente Russo            | 39 anni | Ex pugile, personaggio TV                         | 1-57   | Caserta             | Eliminato            |
| Laura Maddaloni           | 41 anni | Judoka                                            | 1-54   | Napoli              | Eliminata            |
| Ilona Staller             | 70 anni | Ex politica, ex attrice pornografica              | 1-43   | Budapest            | Eliminata            |
| Marco Senise              | 58 anni | Conduttore TV                                     | 22-40  | Roma                | Eliminato            |
| Gustavo Rodríguez         | 62 anni | Ex pastore anglicano                              | 1-33   | Buenos Aires        | Eliminato            |
| Jeremias Rodríguez        | 33 anni | Modello, personaggio TV                           | 1-29   | Buenos Aires        | Ritirato             |
| Jovana Djordjevic         | 30 anni | Modella                                           | 1-25   | Novi Sad            | Ritirata             |
| Floriana Secondi          | 44 anni | Personaggio TV                                    | 1-25   | Roma                | Eliminata            |
| Roberta Morise            | 36 anni | Conduttrice TV                                    | 4-18   | Cariati             | Eliminata            |
| Silvano Michetti          | 75 anni | Musicista                                         | 15-17  | Roma                | Espulso              |
| Marco Melandri            | 39 anni | Pilota motociclistico                             | 1-15   | Ravenna             | Eliminato            |
| Patrizia Bonetti          | 27 anni | Modella, influencer, personaggio TV               | 4-11   | L'Avana             | Ritirata             |
| Antonio Zequila           | 58 anni | Attore, personaggio TV                            | 1-11   | Atrani              | Eliminato            |

### L'isola dei famosi 17(2023)
La diciassettesima edizione de L'isola dei famosi è andata in onda dal 17 aprile al 19 giugno 2023 con la conduzione di Ilary Blasi per la terza volta consecutiva, affiancata in studio dagli opinionisti Enrico Papi e Vladimir Luxuria, e con la partecipazione dell'inviato Alvin in collegamento da Cayos Cochinos (Honduras).
I 18 naufraghi sono stati sull'isola per 64 giorni, e Marco Mazzoli, vinse il montepremi finale di 100 000 euro.
| Concorrente             | Età     | Professione                                         | Giorni | Luogo di nascita  | Stato                |
| ----------------------- | ------- | --------------------------------------------------- | ------ | ----------------- | -------------------- |
| Marco Mazzoli           | 50 anni | Conduttore radiofonico                              | 1-64   | Milano            | Vincitore            |
| Luca Vetrone            | 28 anni | Personal trainer, modello, influencer               | 1-64   | Benevento         | Secondo classificato |
| Andrea Lo Cicero        | 46 anni | Conduttore TV, ex rugbista                          | 1-64   | Catania           | Terzo classificato   |
| Pamela Camassa          | 38 anni | Ex modella, personaggio TV                          | 1-64   | Prato             | Quarta classificata  |
| Alessandra Drusian      | 53 anni | Cantante, membro del duo musicale Jalisse           | 1-64   | Oderzo            | Quinta classificata  |
| Cristina Scuccia        | 34 anni | Cantante, personaggio TV                            | 1-64   | Vittoria          | Sesta classificata   |
| Nathaly Caldonazzo      | 53 anni | Attrice, showgirl, personaggio TV                   | 1-61   | Roma              | Eliminata            |
| Gian Maria Sainato      | 28 anni | Influencer, modello                                 | 16-61  | Sapri             | Eliminato            |
| Helena Prestes          | 32 anni | Modella, stilista                                   | 1-61   | San Paolo         | Eliminata            |
| Fabio Ricci             | 57 anni | Cantante, membro del duo musicale Jalisse           | 1-50   | Roma              | Eliminato            |
| Corinne Cléry           | 73 anni | Attrice                                             | 1-43   | Parigi            | Eliminata            |
| Christopher Leoni       | 36 anni | Attore, modello                                     | 1-36   | San Paolo         | Eliminato            |
| Paolo Noise             | 48 anni | Conduttore radiofonico, produttore discografico     | 1-36   | Milano            | Ritirato             |
| Fiore Argento           | 53 anni | Attrice, stilista                                   | 1-29   | Roma              | Ritirata             |
| Alessandro Cecchi Paone | 61 anni | Giornalista, conduttore TV, divulgatore scientifico | 1-25   | Roma              | Ritirato             |
| Simone Antolini         | 22 anni | Studente universitario                              | 1-25   | Ascoli Piceno     | Ritirato             |
| Marco Predolin          | 72 anni | Conduttore TV, conduttore radiofonico               | 1-15   | Borgo Val di Taro | Ritirato             |
| Claudia Motta           | 22 anni | Influencer, modella                                 | 1-15   | Velletri          | Ritirata             |

### L'isola dei famosi 18(2024)
La diciottesima edizione de L'isola dei famosi è andata in onda dall'8 aprile al 5 giugno 2024 con la conduzione di Vladimir Luxuria, affiancata in studio dagli opinionisti Dario Maltese e Sonia Bruganelli, e con la partecipazione dell'inviata Elenoire Casalegno in collegamento da Cayos Cochinos (Honduras).
I 24 naufraghi sono stati sull'isola per 59 giorni, e Aras Şenol, vinse il montepremi finale di 100 000 euro.
| Concorrente                | Età     | Professione                                                  | Giorni | Luogo di nascita     | Stato                |
| -------------------------- | ------- | ------------------------------------------------------------ | ------ | -------------------- | -------------------- |
| Aras Şenol                 | 30 anni | Attore, ex atleta                                            | 1-59   | Istanbul             | Vincitore            |
| Samuel Peron               | 41 anni | Ballerino, personaggio TV                                    | 1-59   | Marostica            | Secondo classificato |
| Edoardo Stoppa             | 54 anni | Conduttore TV                                                | 1-59   | Milano               | Terzo classificato   |
| Alvina Verecondi Scortecci | 34 anni | Avvocatessa                                                  | 1-59   | Colle Umberto        | Quarta classificata  |
| Artùr Dainese              | 33 anni | Modello                                                      | 1-59   | Cherson              | Quinto classificato  |
| Edoardo Franco             | 28 anni | Chef                                                         | 1-59   | Varese               | Sesto classificato   |
| Matilde Brandi             | 55 anni | Ballerina, showgirl, conduttrice TV                          | 1-56   | Roma                 | Eliminata            |
| Karina Sapsai              | 34 anni | Modella, showgirl                                            | 36-56  | Vladivostok          | Eliminata            |
| Khady Gueye                | 27 anni | Modella                                                      | 1-52   | Senegal              | Eliminata            |
| Linda Morselli             | 35 anni | Modella, influencer                                          | 36-52  | Giussano             | Eliminata            |
| Dario Cassini              | 56 anni | Attore, comico                                               | 36-49  | Napoli               | Eliminato            |
| Greta Zuccarello           | 28 anni | Ballerina, modella                                           | 1-45   | Treviso              | Eliminata            |
| Valentina Vezzali          | 50 anni | Politica, ex schermitrice                                    | 1-42   | Jesi                 | Eliminata            |
| Joe Bastianich             | 55 anni | Imprenditore, cantante, personaggio TV                       | 1-36   | New York             | Ritirato             |
| Rosanna Lodi               | 44 anni | Attrice, showgirl, personaggio TV                            | 11-36  | Sant'Agata Bolognese | Eliminata            |
| Marina Suma                | 64 anni | Attrice                                                      | 1-29   | Napoli               | Eliminata            |
| Daniele Radini Tedeschi    | 37 anni | Critico d'arte, storico, scrittore                           | 4-25   | Roma                 | Ritirato             |
| Sonny Olumati              | 38 anni | Ballerino, coreografo, scrittore, attivista                  | 11-22  | Roma                 | Eliminato            |
| Pietro Fanelli             | 23 anni | Modello                                                      | 1-19   | Torino               | Ritirato             |
| Maité Yanes                | 34 anni | Modella, ballerina                                           | 1-15   | Madrid               | Eliminata            |
| Peppe Di Napoli            | 51 anni | Pescivendolo                                                 | 1-12   | Napoli               | Ritirato             |
| Francesco Benigno          | 56 anni | Attore, regista, cantante                                    | 4-10   | Palermo              | Espulso              |
| Luce "Selen" Caponegro     | 57 anni | Responsabile di un centro benessere, ex attrice pornografica | 1-8    | Roma                 | Eliminata            |
| Francesca Bergesio         | 19 anni | Modella                                                      | 1-4    | Bra                  | Ritirata             |

### L'isola dei famosi 19(2025)
La diciannovesima edizione de L'isola dei famosi è andata in onda dal 7 maggio al 2 luglio 2025 con la conduzione di Veronica Gentili, affiancata in studio dall'opinionista Simona Ventura, e con la partecipazione dell'inviato Pierpaolo Pretelli in collegamento da Cayos Cochinos (Honduras).
I 22 naufraghi sono stati sull'isola per 56 giorni, e Cristina Plevani, vinse il montepremi finale di 100 000 euro.
| Concorrente                | Età     | Professione                           | Giorni | Luogo di nascita | Stato                |
| -------------------------- | ------- | ------------------------------------- | ------ | ---------------- | -------------------- |
| Cristina Plevani           | 52 anni | Personaggio TV                        | 1-57   | Iseo             | Vincitrice           |
| Mario Adinolfi             | 53 anni | Giornalista, politico                 | 1-57   | Roma             | Secondo classificato |
| Gennaro “Jey” Lillo        | 28 anni | Illusionista                          | 22-57  | Napoli           | Terzo classificato   |
| Omar Fantini               | 52 anni | Conduttore radiofonico                | 1-57   | Bergamo          | Quarto classificato  |
| Loredana Cannata           | 49 anni | Attrice                               | 1-57   | Ragusa           | Quinta classificata  |
| Teresanna Pugliese         | 37 anni | Personaggio TV                        | 1-57   | Napoli           | Eliminata            |
| Patrizia Rossetti          | 66 anni | Conduttrice TV                        | 1-50   | Montaione        | Eliminata            |
| Dino Giarrusso             | 50 anni | Giornalista, personaggio TV, politico | 6-50   | Catania          | Eliminato            |
| Paolo Vallesi              | 60 anni | Cantante                              | 1-50   | Firenze          | Eliminato            |
| Jasmin Salvati             | 25 anni | Personaggio TV                        | 22-50  | Egitto           | Eliminata            |
| Mirko Frezza               | 51 anni | Attore                                | 1-43   | Roma             | Eliminato            |
| Ahlam El Brinis            | 29 anni | Modella                               | 22-43  | Padova           | Eliminata            |
| Chiara Balistreri          | 22 anni | Personaggio TV                        | 1-41   | Bologna          | Eliminata            |
| Alessia Fabiani            | 48 anni | Attrice, showgirl                     | 1-22   | L'Aquila         | Eliminata            |
| Carly Tommasini            | 26 anni | Attivista, influencer                 | 1-22   | Treviso          | Ritirata             |
| Antonella Mosetti          | 49 anni | Showgirl                              | 1-17   | Roma             | Ritirata             |
| Nunzio Stancampiano        | 22 anni | Ballerino                             | 1-15   | Adrano           | Ritirato             |
| Samuele "Spadino" Bragelli | 26 anni | Personaggio TV                        | 1-15   | Roma             | Ritirato             |
| Camila Giorgi              | 33 anni | Ex tennista                           | 1-15   | Macerata         | Ritirata             |
| Angelo Famao               | 29 anni | Cantante neomelodico                  | 1-9    | Gela             | Ritirato             |
| Leonardo Brum              | 34 anni | Modello                               | 1-9    | Rio De Janeiro   | Ritirato             |
| Lorenzo Tano               | 29 anni | Personaggio TV                        | 1-6    | Roma             | Eliminato            |

## Audience
| Edizione | Rete televisiva | Anno | Stagione          | Programmazione | Programmazione | Programmazione | Programmazione | Programmazione | Programmazione | Programmazione | Collocazione | Media auditel  | Media auditel | Premiere       | Premiere  | Finale         | Finale | Galà           | Galà   |
| Edizione | Rete televisiva | Anno | Stagione          | L              | M              | M              | G              | V              | S              | D              | Collocazione | Telespettatori | Share         | Telespettatori | Share     | Telespettatori | Share  | Telespettatori | Share  |
| -------- | --------------- | ---- | ----------------- | -------------- | -------------- | -------------- | -------------- | -------------- | -------------- | -------------- | ------------ | -------------- | ------------- | -------------- | --------- | -------------- | ------ | -------------- | ------ |
| 1ª       | Rai 2           | 2003 | estate-autunno    |                |                |                |                |                |                |                | Prima serata | 6 357 000      | 26,98%        | 4 324 000      | 20,84%    | 10 451 000     | 42,75% | 6 573 000      | 25,69% |
| 2ª       | Rai 2           | 2004 | estate-autunno    | 7 479 000      | 32,73%         | 5 191 000      | 10 977 000     | 46,02%         | 5 085 000      | 23,15%         | Prima serata |                |               |                | 20,84%    |                |        |                |        |
| 2ª       | Rai 2           | 2004 | estate-autunno    | 7 479 000      | 32,73%         | 5 200 000      | 10 977 000     | 46,02%         | 5 085 000      | 23,15%         | Prima serata | 25,43%         |               |                |           |                |        |                |        |
| 3ª       | Rai 2           | 2005 | autunno           |                |                | 7 643 000      | 35,25%         | 5 667 000      | 28,31%         | 9 513 000      | Prima serata | 42,53%         | 4 542 000     | 21,30%         |           |                |        |                |        |
| 4ª       | Rai 2           | 2006 | estate-autunno    | 4 972 000      | 25,88%         | 4 489 000      | 24,42%         | 6 148 000      | 34,31%         | 4 064 000      | Prima serata | 18,97%         |               |                |           |                |        |                |        |
| 5ª       | Rai 2           | 2007 | estate-autunno    | 5 207 000      | 23,75%         | 5 073 000      | 24,11%         | 6 339 000      | 28,90%         | 4 067 000      | Prima serata | 19,25%         |               |                |           |                |        |                |        |
| 6ª       | Rai 2           | 2008 | estate-autunno    |                |                | 5 037 000      | 22,39%         | 3 894 000      | 19,09%         | 7 214 000      | Prima serata | 31,49%         | 4 916 000     | 20,85%         |           |                |        |                |        |
| 7ª       | Rai 2           | 2010 | inverno-primavera |                | 4 391 000      | 19,94%         | 4 171 000      | 19,53%         | 4 368 000      | 21,51%         | Prima serata | 3 054 000      | 13,88%        |                |           |                |        |                |        |
| 8ª       | Rai 2           | 2011 | inverno-primavera |                | 3 908 000      | 15,70%         | 3 101 000      | 12,36%         | 4 842 000      | 21,90%         | Prima serata | 2 883 000      | 10,79%        |                |           |                |        |                |        |
| 9ª       | Rai 2           | 2012 | inverno-primavera |                |                | 3 574 000      | 15,52%         | 3 311 000      | 13,43%         | 4 366 000      | Prima serata | 21,98%         | 2 847 000     | 11,33%         |           |                |        |                |        |
| 10ª      | Canale 5        | 2015 | inverno-primavera |                |                | 5 256 000      | 25,08%         | 6 275 000      | 20,66%         | 6 545 000      | Prima serata | 31,99%         | –             | –              |           |                |        |                |        |
| 10ª      | Canale 5        | 2015 | inverno-primavera | 5 534 000      | 26,87%         | 5 256 000      | 25,08%         |                |                | 6 545 000      | Prima serata | 31,99%         | –             | –              |           |                |        |                |        |
| 11ª      | Canale 5        | 2016 | inverno-primavera |                | 4 270 000      | 22,39%         | 4 430 000      | 23,44%         | 4 760 000      | 24,71%         | Prima serata |                | –             | –              |           |                |        |                |        |
| 12ª      | Canale 5        | 2017 | inverno-primavera |                | 4 000 000      | 20,96%         | 4 151 000      | 21,95%         | 4 253 000      | 24,58%         | Prima serata |                | –             | –              |           |                |        |                |        |
| 13ª      | Canale 5        | 2018 | inverno-primavera |                | 4 456 000      | 24,07%         | 4 565 000      | 25,46%         | 4 545 000      | 26,43%         | Prima serata |                | –             | –              |           |                |        |                |        |
| 14ª      | Canale 5        | 2019 | inverno-primavera |                |                |                |                | 2 820 000      | 16,39%         | 3 062 000      | Prima serata | 18,27%         | –             | –              | 3 231 000 | 18,06%         |        |                |        |
| 15ª      | Canale 5        | 2021 | inverno-primavera |                |                |                | 3 067 000      | 18,30%         | 3 602 000      | 21,68%         | Prima serata | 3 317 000      | –             | –              | 22,97%    |                |        |                |        |
| 16ª      | Canale 5        | 2022 | primavera-estate  | 2 500 000      | 18,55%         | 3 236 000      | 23,26%         | 2 575 000      | 23,30%         |                | Prima serata |                | –             | –              |           |                |        |                |        |
| 17ª      | Canale 5        | 2023 | primavera         |                |                | 2 515 000      | 19,51%         | 2 919 000      | 23,33%         | 2 378 000      | Prima serata | 21,10%         | –             | –              |           |                |        |                |        |
| 18ª      | Canale 5        | 2024 | primavera         |                |                |                |                |                | 2 152 000      | 16,63%         | Prima serata | 2 602 000      | –             | –              | 20,00%    | 2 340 000      | 20,41% |                |        |
| 19ª      | Canale 5        | 2025 | primavera-estate  |                |                | 1 829 000      | 15,68%         | 2 039 000      | 18,94%         | 1 815 000      | Prima serata | 18,39%         | –             | –              |           |                |        |                |        |

## Programmi correlati

### Survivor
Nel febbraio del 2001 su Italia 1 è andato in onda il format originale Survivor. Il programma è stato condotto da Benedetta Corbi, inviata del TG5, e Pietro Suber, attivo nello stesso telegiornale e inviato sull'isola. Il cast è formato da persone comuni divise in due tribù, Kuna e Tolote, isolati per 43 giorni sull'arcipelago di Bocas del Toro, al largo di Panama. I partecipanti devono sopravvivere fino a conquistarsi il montepremi di 250 000 euro.

### Grand Hotel Chiambretti dall'Isola
Grand Hotel Chiambretti dall'Isola è stato un programma televisivo italiano di genere talk show, andato in onda ogni martedì in seconda serata su Canale 5 dal 15 marzo al 10 maggio 2016 per nove puntate con la conduzione di Piero Chiambretti. Era lo spin-off del programma da lui condotto, si trattava di una sorta di dopo-isola in cui è stato commentato il reality con i naufraghi eliminati e gli ex naufraghi provenienti delle passate edizioni. È stato il secondo programma (dopo Quelli che il calcio), all'infuori de L'isola dei famosi stessa, a collegarsi in diretta con i naufraghi in undici edizioni del reality show.

### Mai dire Isola
Mai dire Isola è stato un programma televisivo italiano, trasmesso su Italia 1 dal 14 febbraio al 18 aprile 2018, con la conduzione della Gialappa's Band. Veniva trasmesso ogni mercoledì in seconda serata e dal lunedì al venerdì alle 19:25 in forma ridotta con la durata di dieci minuti.

### Isola Party
Isola Party è stata una webserie italiana disponibile su piattaforme internet, trasmesso sul portale Mediaset Infinity dal 22 marzo 2021 al 19 giugno 2023, con la conduzione di Andrea Dianetti e Valeria Angione nella prima edizione (2021), nella seconda edizione (2022) la conduzione è passata ad Ignazio Moser e Valentina Barbieri, mentre nella terza edizione (2023) la conduzione era passata ad Andrea Dianetti e Giorgia Palmas. Nel programma sono stati commentati i fatti recentemente accaduti su L'isola dei famosi.
Il programma
Il programma veniva trasmesso sul portale Mediaset Infinity dal 22 marzo 2021 al 19 giugno 2023, con la conduzione di Andrea Dianetti e Valeria Angione nella prima edizione (2021), nella seconda edizione (2022) la conduzione era passata ad Ignazio Moser e Valentina Barbieri, mentre nella terza edizione (2023) la conduzione era passata ad Andrea Dianetti e Giorgia Palmas. Nel programma sono stati commentati i fatti recentemente accaduti su L'isola dei famosi.
Il programma era di genere contenitore, alternava momenti di lettura dei Twitter con l'hashtag ufficiale #isolaparty, a rubriche come il club del libro. Nella prima edizione (2021) veniva trasmesso tra la fascia dell'access prime time e la fascia della prima serata ogni lunedì, giovedì (puntate 2-11) e venerdì (puntate 13-20) dalle 20:45 alle 22:45. Nella seconda edizione (2022) veniva trasmesso tra la fascia dell'access prime time e la fascia della prima serata ogni lunedì e giovedì dalle 20:30 alle 22:30. Nella terza edizione (2023) veniva trasmesso tra la fascia dell'access prime time e la fascia della prima serata ogni lunedì dalle 20:00 alle 22:00 (ad eccezione della terza puntata, trasmessa di martedì e della nona puntata, trasmessa di venerdì). È stato molto ricco di ospiti come i naufraghi eliminati, naufraghi delle scorse edizioni e i parenti dei naufraghi, ma non solo, anche volti dello spettacolo, opinionisti e volti influenti dei social.
Edizioni
| Edizione | Anno | Conduzione      | Conduzione         | Periodo        | Periodo        | Puntate | Edizione de L'isola dei famosi |
| Edizione | Anno | Conduzione      | Conduzione         | Inizio         | Fine           | Puntate | Edizione de L'isola dei famosi |
| -------- | ---- | --------------- | ------------------ | -------------- | -------------- | ------- | ------------------------------ |
| 1ª       | 2021 | Andrea Dianetti | Valeria Angione    | 22 marzo 2021  | 7 giugno 2021  | 20      | L'isola dei famosi 15          |
| 2ª       | 2022 | Ignazio Moser   | Valentina Barbieri | 21 marzo 2022  | 27 giugno 2022 | 19      | L'isola dei famosi 16          |
| 3ª       | 2023 | Andrea Dianetti | Giorgia Palmas     | 17 aprile 2023 | 19 giugno 2023 | 10      | L'isola dei famosi 17          |

Programmazione
| Edizione | Emittente         | Anno | Stagione         | Orario      | Programmazione | Programmazione | Programmazione | Programmazione | Programmazione | Programmazione | Programmazione | Collocazione      | Collocazione |
| Edizione | Emittente         | Anno | Stagione         | Orario      | L              | M              | M              | G              | V              | S              | D              | Collocazione      | Collocazione |
| -------- | ----------------- | ---- | ---------------- | ----------- | -------------- | -------------- | -------------- | -------------- | -------------- | -------------- | -------------- | ----------------- | ------------ |
| 1ª       | Mediaset Infinity | 2021 | primavera        | 20:45-22:45 |                |                |                |                |                |                |                | Access prime time | Prima serata |
| 2ª       | Mediaset Infinity | 2022 | primavera-estate | 20:30-22:30 |                |                |                |                |                |                |                | Access prime time | Prima serata |
| 3ª       | Mediaset Infinity | 2023 | primavera        | 20:00-22:00 |                |                |                |                |                |                |                | Access prime time | Prima serata |

Rubriche
- Il club del libro
- Lettura dei Twitter

### Il Punto Z
Il Punto Z è stato un programma televisivo italiano di genere contenitore, trasmesso dal 7 aprile al 9 giugno 2021 sul portale Mediaset Infinity e dall'8 aprile al 14 maggio trasmesso in televisione su Italia 1, con la conduzione da Tommaso Zorzi. Nel programma sono stati commentati i fatti accaduti recentemente su L'isola dei famosi.
Messa in onda
| Anno | Emittente         | Conduzione    | Periodo       | Periodo        | Puntate | Edizione de L'isola dei famosi |
| Anno | Emittente         | Conduzione    | Inizio        | Fine           | Puntate | Edizione de L'isola dei famosi |
| ---- | ----------------- | ------------- | ------------- | -------------- | ------- | ------------------------------ |
| 2021 | Mediaset Infinity | Tommaso Zorzi | 7 aprile 2021 | 9 giugno 2021  | 10      | L'isola dei famosi 15          |
| 2021 | Italia 1          | Tommaso Zorzi | 8 aprile 2021 | 14 maggio 2021 | 27      | L'isola dei famosi 15          |

Programmazione
| Emittente         | Anno | Stagione  | Orario      | Programmazione | Programmazione | Programmazione | Programmazione | Programmazione | Programmazione | Programmazione | Collocazione      |
| Emittente         | Anno | Stagione  | Orario      | L              | M              | M              | G              | V              | S              | D              | Collocazione      |
| ----------------- | ---- | --------- | ----------- | -------------- | -------------- | -------------- | -------------- | -------------- | -------------- | -------------- | ----------------- |
| Mediaset Infinity | 2021 | primavera | 20:45-21:50 |                |                |                |                |                |                |                | Access prime time |
| Italia 1          | 2021 | primavera | 18:13-18:17 |                |                |                |                |                | Preserale      |                |                   |

Rubriche
- Lettura dei tweet
- Visualizzazione di gif e meme
- Golden Social
- Tommy Card

Giochi
In ogni puntata un ospite VIP a sorpresa dovrà indovinare il numero esatto di piselli contenuti in un barattolo (riproposizione con variante del gioco cult dei fagioli, lanciato da Raffaella Carrà a Pronto, Raffaella?).
Sigla
La sigla scelta per il programma è stata Sugli sugli bane bane e vede coinvolti i volti femminili de L'isola dei famosi come Ilary Blasi, Iva Zanicchi ed Elettra Lamborghini.

## Rapporti conL'isola dei famosinel mondo
Varie edizioni italiane hanno visto dei particolari incroci con alcune versioni internazionali del format:
- Carmen Russo, che nel 2003 ha partecipato alla prima edizione e nel 2012 alla nona edizione del format italiano, nel 2006 ha partecipato, e vinto, Supervivientes 7 ().
- Aída Yéspica, che nel 2004 ha partecipato alla seconda edizione e nel 2012 alla nona edizione del format italiano, nel 2006 ha partecipato a Supervivientes 7 ().
- Paola Caruso, che nel 2016 ha partecipato all'undicesima edizione del format italiano, nel 2017 ha partecipato a Supervivientes 16 ().
- Valeria Marini, che nel 2008 e nel 2018, rispettivamente nella sesta e nella tredicesima edizione, ha partecipato come guest star del format italiano, e nel 2012 ha partecipato come concorrente nella nona edizione del format italiano, nel 2021 ha partecipato a Supervivientes 20 ().
- Artùr Dainese, che nel 2023 ha partecipato a Supervivientes 22 (), nel 2024 ha partecipato alla diciottesima edizione del format italiano.

## Loghi del programma

Logo usato dalla 1ª alla 9ª edizione
Logo usato dalla 10ª alla 13ª edizione
Logo in uso dalla 14ª edizione